# Kloster Chorin

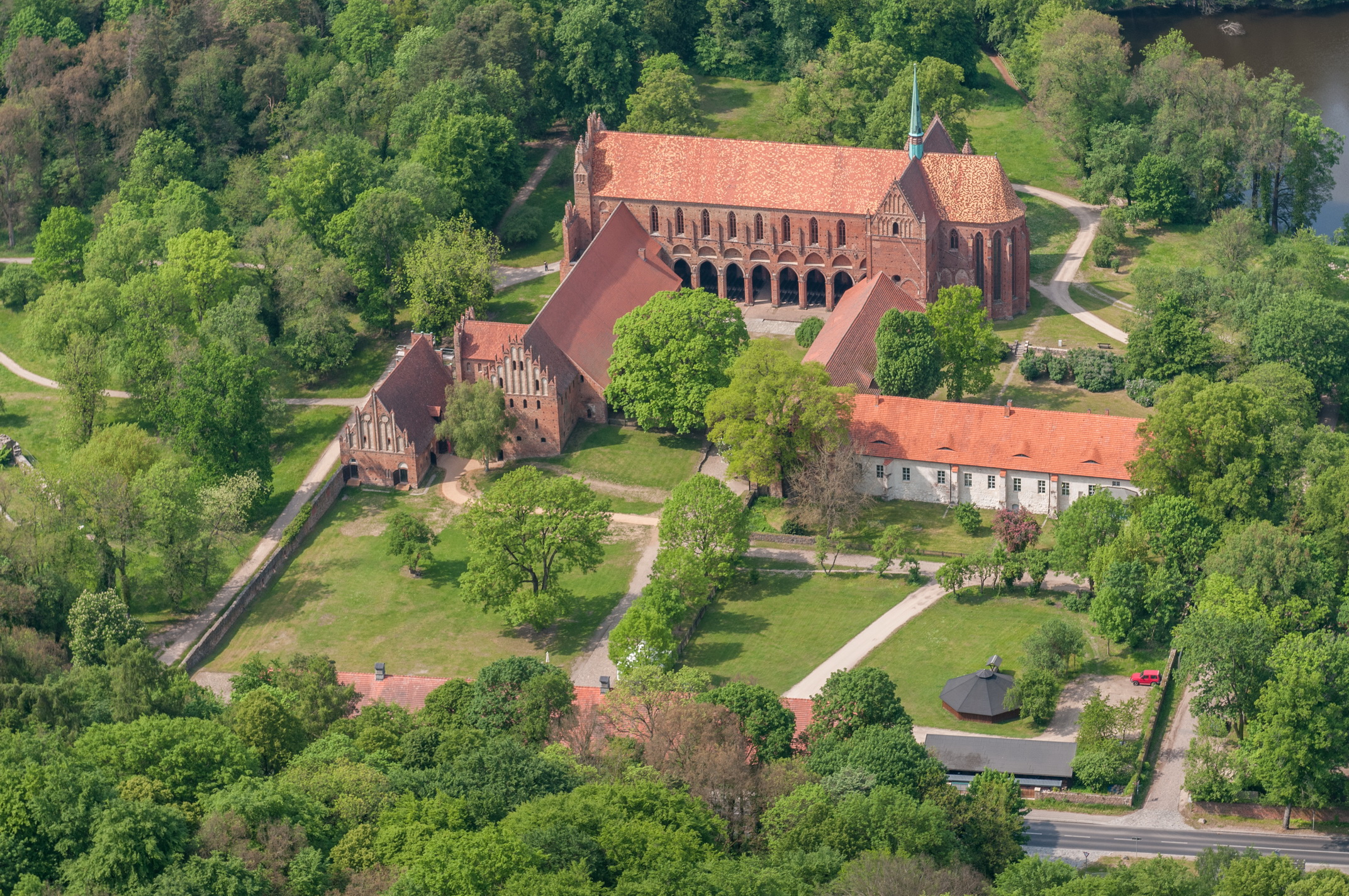
Luftbild 2017 aus Südost

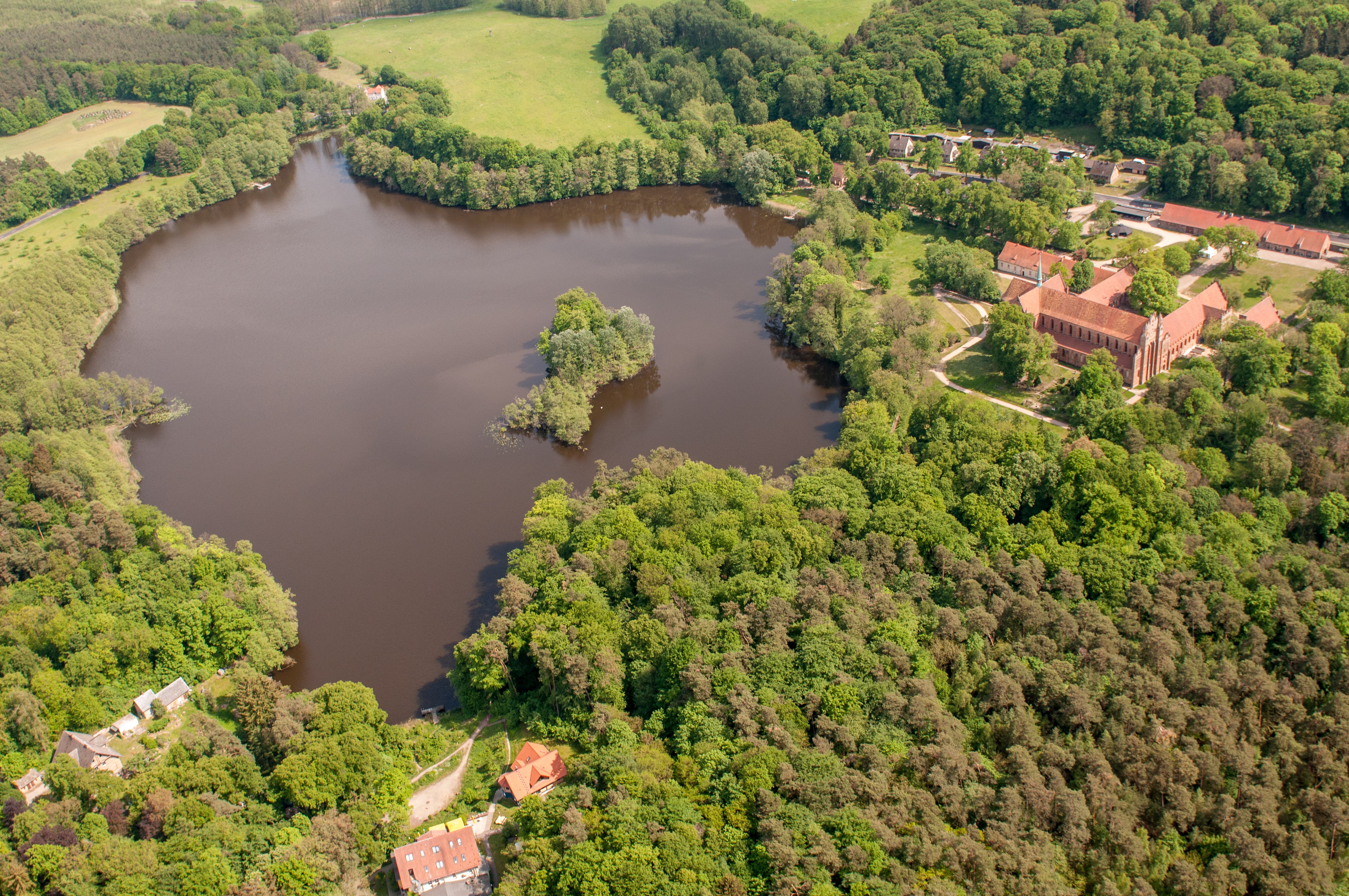
Amtssee und Kloster Chorin aus Nordwest

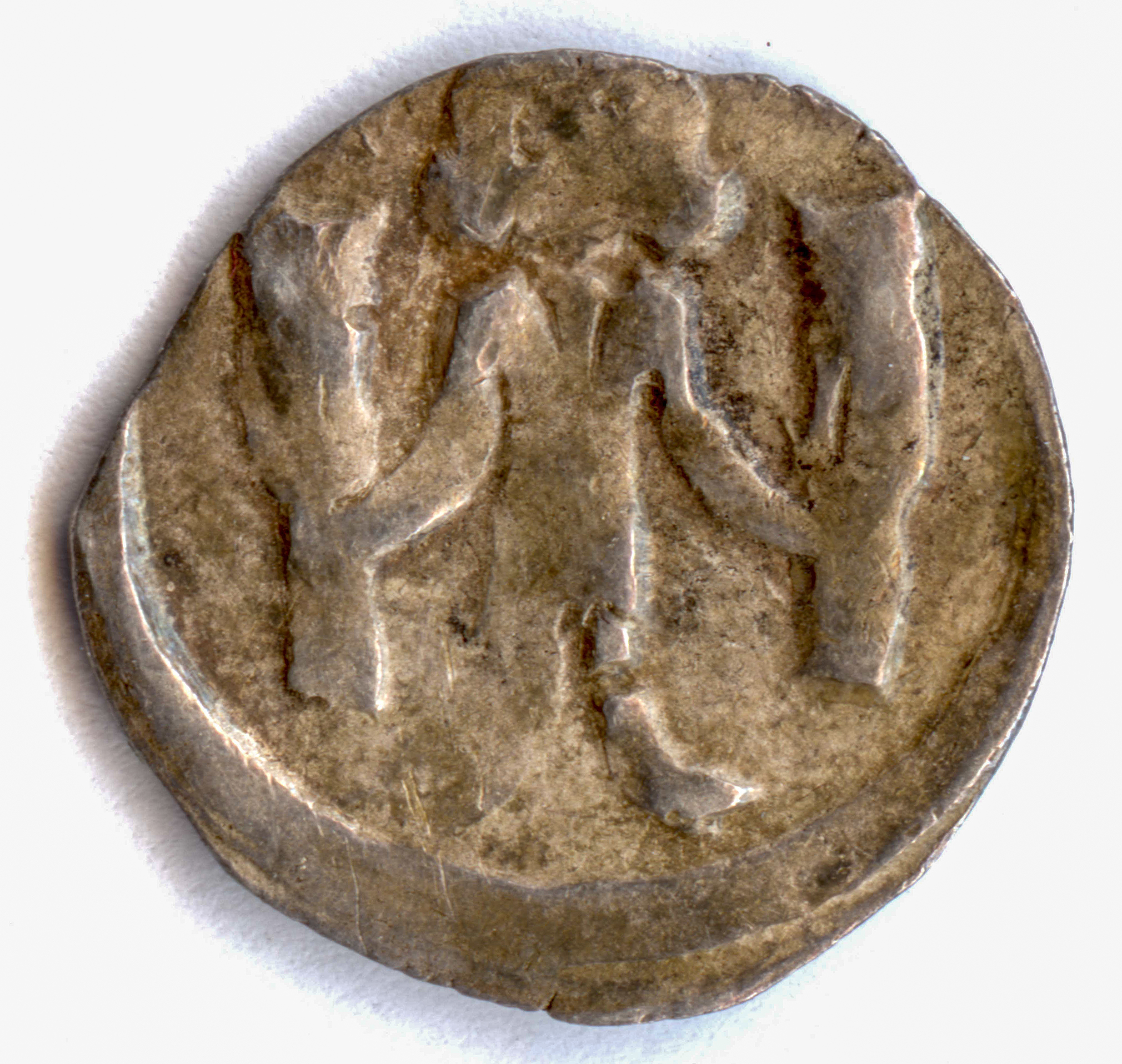
Silberdenar der askanischen Kurfürsten aus der Zeit der Klostergründung

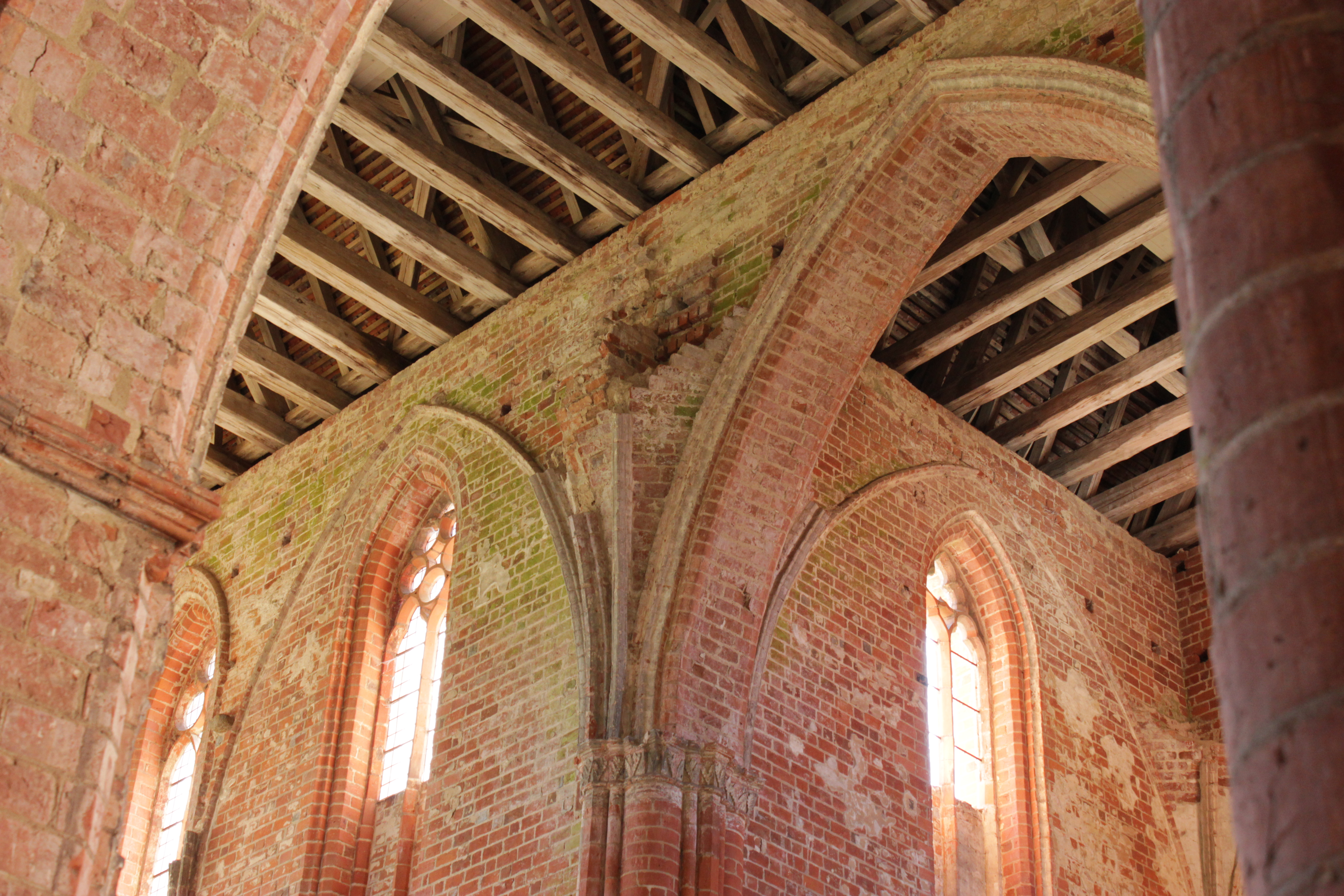
Klosterkirche Chorin Deckenansicht

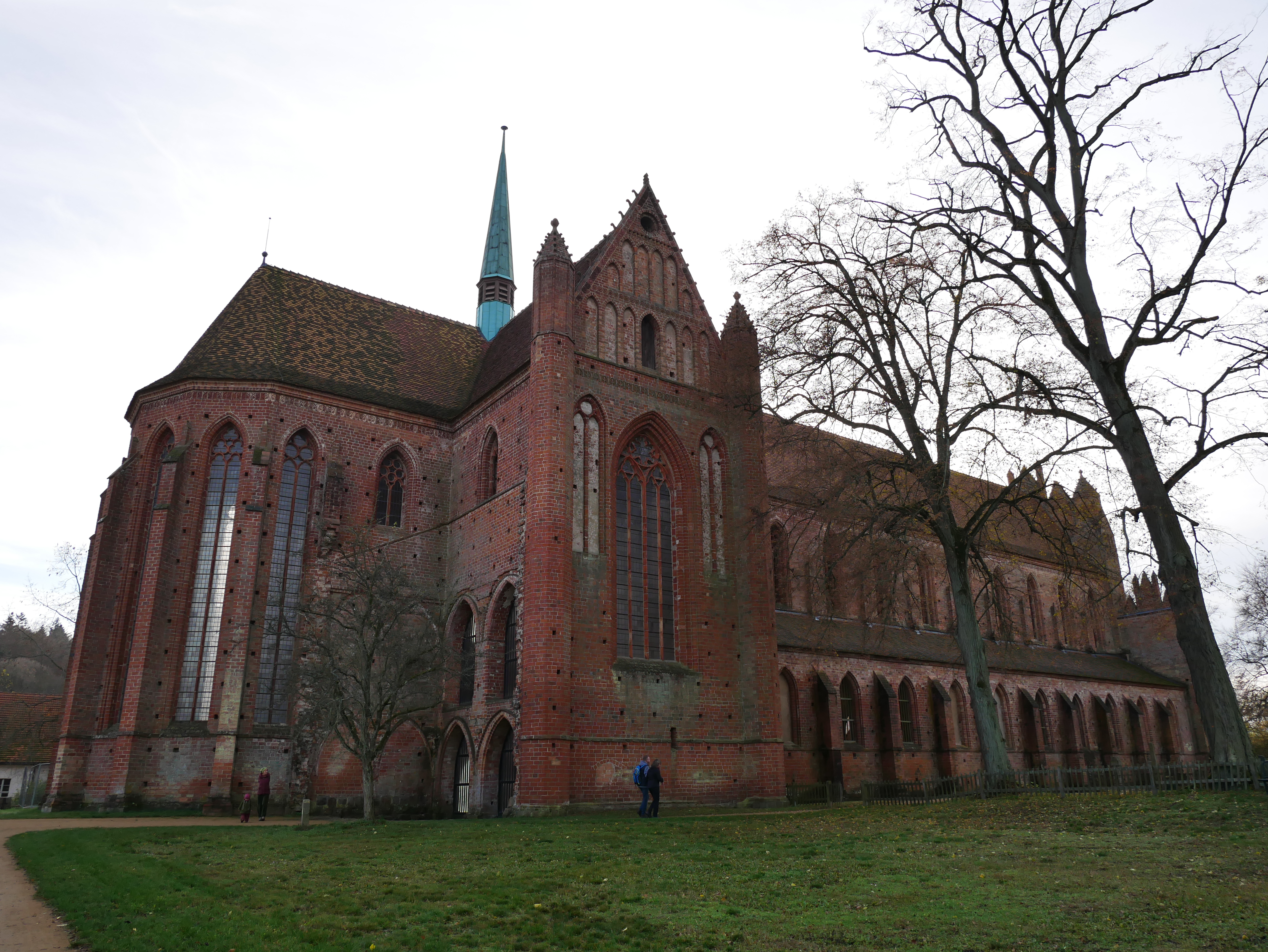

Das gotische Kloster Chorin ist eine ehemalige Zisterzienserabtei in der Nähe des Ortes Chorin etwa sechs Kilometer nördlich von Eberswalde im brandenburgischen Landkreis Barnim. Es wurde 1258 von askanischen Markgrafen gegründet und hatte weitreichende Bedeutung am nördlichen Rand des Einflussbereichs der Askanier (Grenze mit den Slawen).
Zwischen der 1542 erfolgten Säkularisation und dem beginnenden 19. Jahrhundert war das Kloster dem Verfall preisgegeben. Dann erfolgten Sicherung der Ruinen und teilweise Rekonstruktion der Gebäude unter der Leitung von Karl Friedrich Schinkel. Heute ist das Zisterzienserkloster Chorin ein die Backsteingotik typisch repräsentierendes Baudenkmal. Als Teil im Deutsch-Polnischen Klosternetzwerk ist es Veranstaltungsort mit überregionaler Anziehungskraft. 2017 wurde eine Dauerausstellung eingerichtet und eröffnet, die das Leben und Arbeiten der Mönche im Kloster Chorin thematisiert und in einem weiteren Abschnitt die Entdeckung und denkmalpflegerischen Bemühungen von Karl Friedrich Schinkel aufzeigt.

## Etymologie

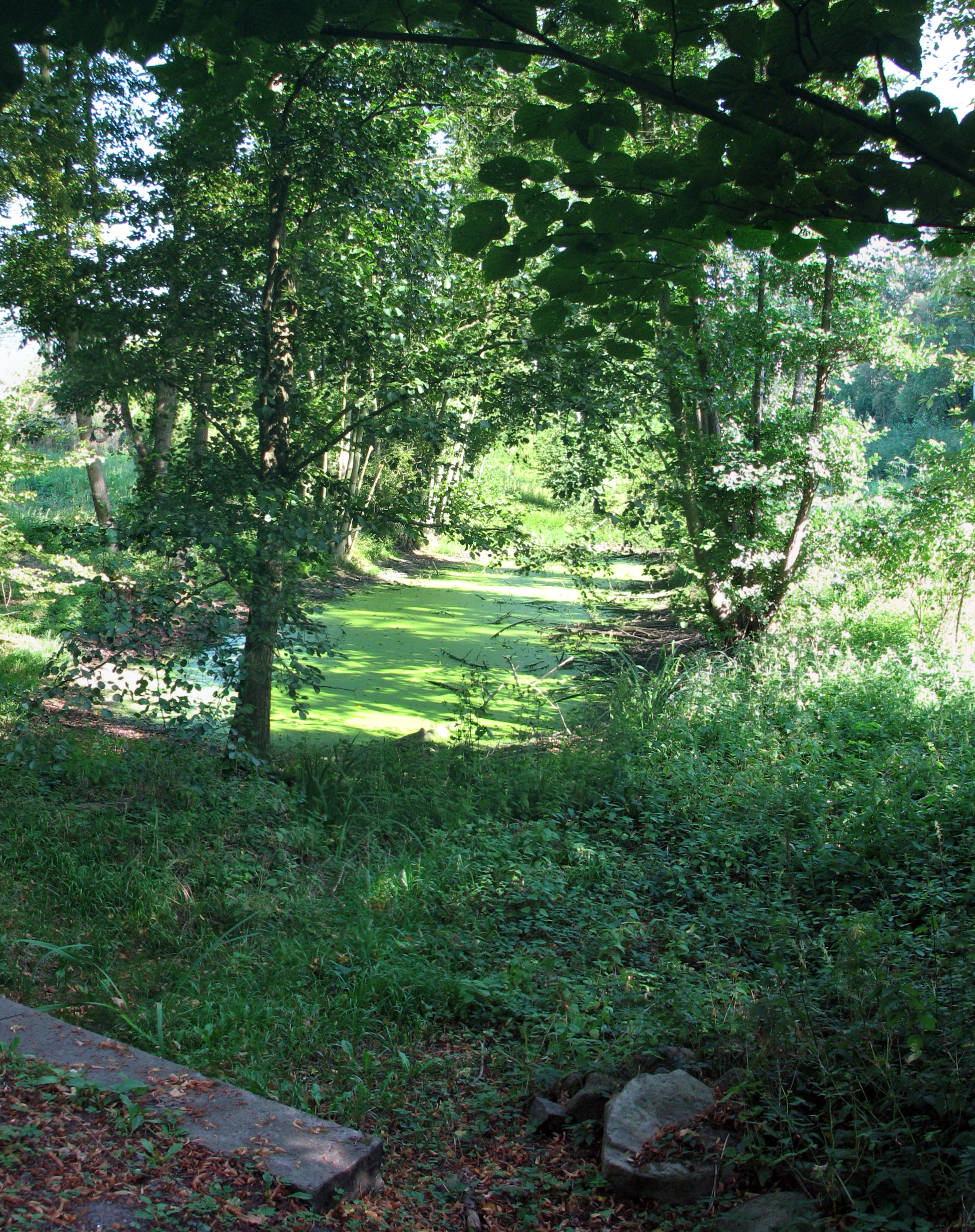
Reste des faulen Bruchs sind heute noch erkennbar.

Der Name Chorin ist wahrscheinlich slawischen Ursprungs. So wird der Name in der Stiftungsurkunde des Klosters Mariensee mehrfach und unterschiedlich genannt:
- villa Chorin – „Dorf Chorin“
- campus Chorin – „Choriner Acker“
- stagnis Corin majus et minus – „großer und kleiner Chorinsee“
- paludus Chorin – „Choriner Sumpf“

Chorin enthält das slawische Adjektiv chory, was „krank“ bedeutet und in Verbindung mit dem Choriner See nicht als „kranker See“, sondern „fischarmes Gewässer“ gedeutet wird. Heute heißt der See Amtssee und der ehemalige Choriner Sumpf „fauler Bruch“. Dieser entstand, als die Mönche mit Errichtung des Klosters das Wasser des Choriner Sees um ca. 1,75 m absenkten. Auf der Anhöhe östlich des Sumpfes wird die ehemalige slawische Siedlung vermutet, nach der Chorin benannt wurde. Von der slawischen Siedlung sind einige Keramikreste bei Grabungen entdeckt worden, von einer wahrscheinlich vorhandenen Begräbnisstätte fehlen bisher Nachweise. Das askanische Dorf Chorin wurde jedoch nördlich des Sees angelegt, über die Gründe der Verlegung des Dorfes ist nichts überliefert.
Im Mittelalter wandelte sich die Schreibweise des Namens mehrmals, so ist auch „Koryn“, „Corin“ und „Coryn“ überliefert.

## Vorgeschichte

### Slawische Ursprünge

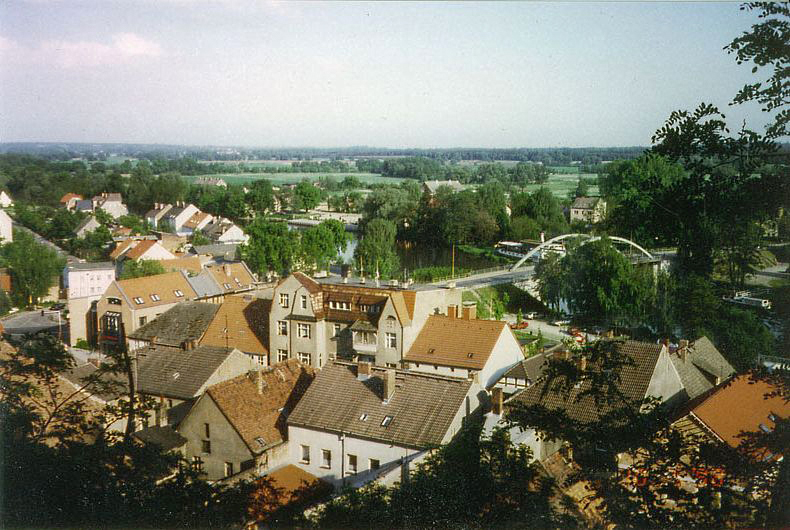
Blick über Oderberg; im Hintergrund die ehemals slawische Siedlung Barsdin

Um etwa 1200 siedelten Slawen vom Stamm der Ukrani beim heutigen Chorin. Nach ihnen ist seit dem Mittelalter die sich nördlich anschließende Landschaft Uckermark benannt. Noch vor Mariensee wurde 1231 das Kloster Gottesstadt „Civitas Dei“ im slawischen Ort Barsdin (heute Oderberg) gegründet. Dieses Kloster war eine Stiftung des Prämonstratenserordens mit dem Mutterkloster Brandenburg an der Havel. Barsdin war der östliche, slawische Teil der späteren Stadt Oderberg. Die Besiedlung der Stadt begann zwischen 1208 und 1215 durch Slawen, die eine erste Fürstenburg auf dem Albrechtsberg errichteten. Mit der Errichtung des Klosters sollten die brandenburgischen Ansprüche an dieser Gegend gefestigt werden. Die Stiftungsurkunde zeigt deutlich, dass das Kloster der Aufnahme von Pilgern, Kranken und Flüchtigen dienen sollte. Deshalb war dem Kloster ein Hospital hinzugesellt, das wenige Jahre vorher gegründet wurde. Der Ort war nach heutigem Erkenntnisstand noch lange geteilt. Westlich des Flüsschens Behnitz befand sich das Kloster, östlich das Dorf Barsdin, welches die Markgrafen Johann I. und Otto III. 1231 dem Kloster schenkten. Das Hospital dagegen bestand noch bis 1372 in Barsdyn, somit existierte ein slawisches Dorf mindestens 150 Jahre unter askanischem Besitz des Klosters Chorin weiter. Noch 1786 belegte der Historiker Friderich Ludewig Joseph Fischbach in seinen Statistisch-topographischen Städte-Beschreibungen der Mark Brandenburg die Existenz von Überresten des Hospitals, heute gibt es keine archäologischen Funde mehr.
Das Kloster Civitas Dei existierte bis zum 2. September 1258, es wurde wegen schlechter Führung aufgegeben. Über den genauen Standort sind keine Überlieferungen bekannt. Nach Raumer schenkte 1233 Bischof Konrad II. von Cammin dem neu errichteten Kloster Chorin 100 Hufen in terra, quae slavice Lipana nuncupatur, also möglicherweise im Land Lippehne, östlich der Oder.   Nach anderer Interpretation dürfte damit jedoch das westlich der Oder gelegene Dorf Liepe gemeint gewesen sein.   Das ehemalige Kloster mit seinem Hospital ging in den Besitz von Mariensee über.
Die Gegend um altes und neues Dorf Chorin bot keine guten Bedingungen für den Ackerbau, da am Rand der Endmoräne überwiegend Sandboden anzutreffen ist und die Landschaft stark hügelig ist. Für die Slawen spielte der Fischfang eine große Rolle, deshalb siedelten sie direkt am Ufer des Sees. Keramikfunde deuten darauf hin, dass die slawische Siedlung noch bestand, als das askanische Dorf bereits gegründet war. Die Slawen wurden erst später umgesiedelt und ihre alte Siedlung geschlossen.

### Standort Pehlitzwerder („Kloster Mariensee“)

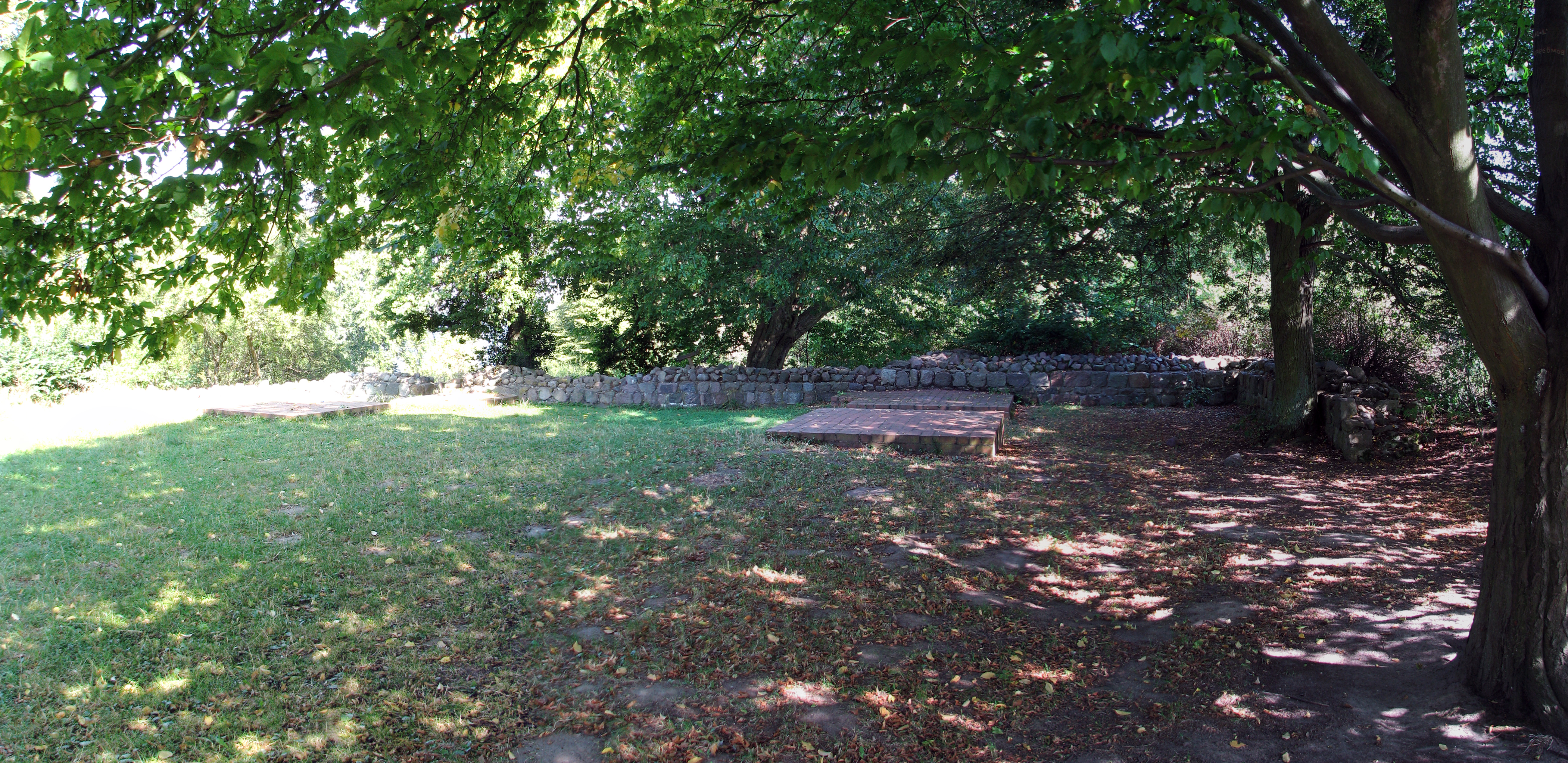
Vom Klosterbau Mariensee sind nur noch wenige Mauerreste erhalten.

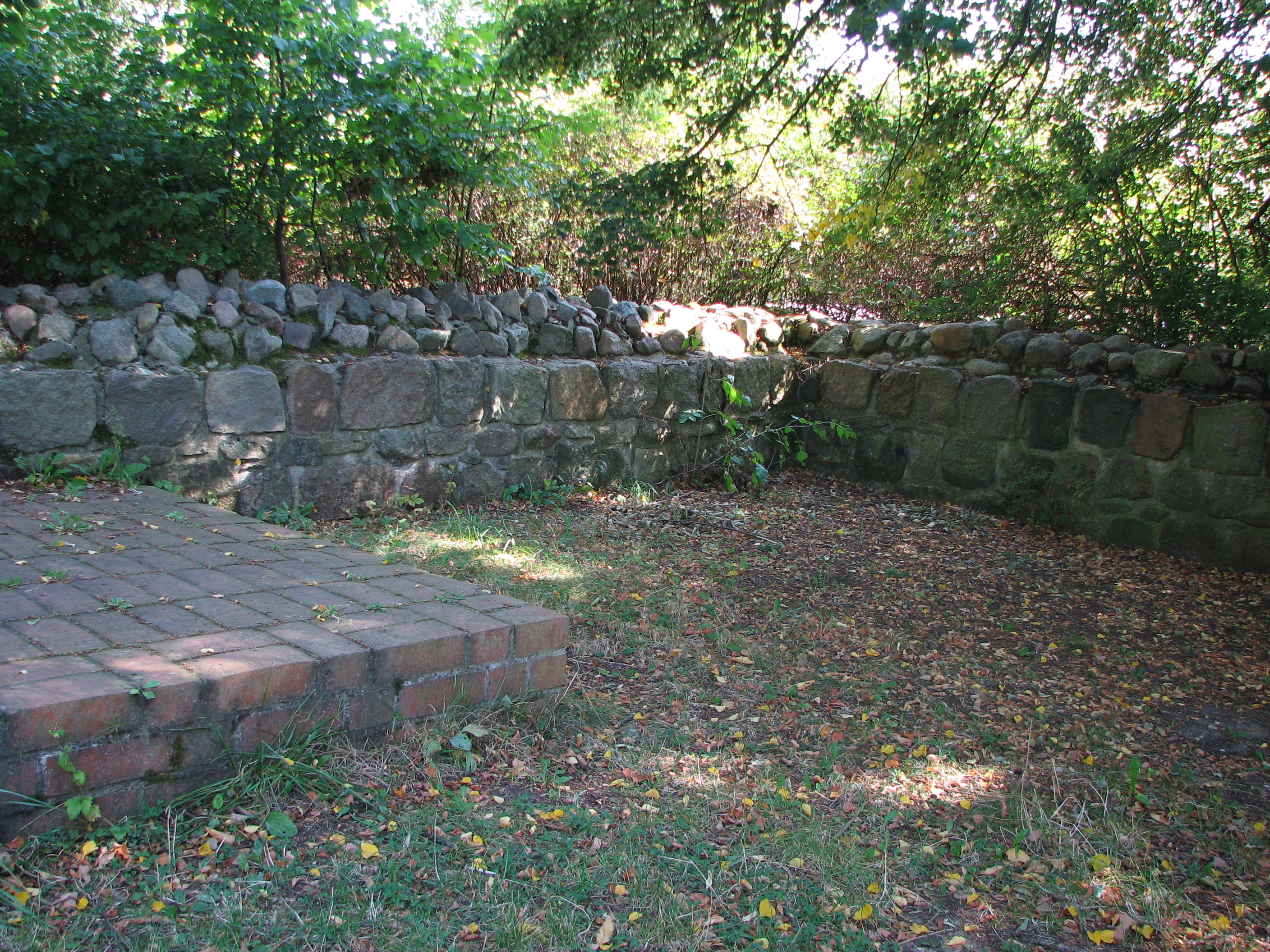
Reste der Grundmauer der geplanten Klosterkirche

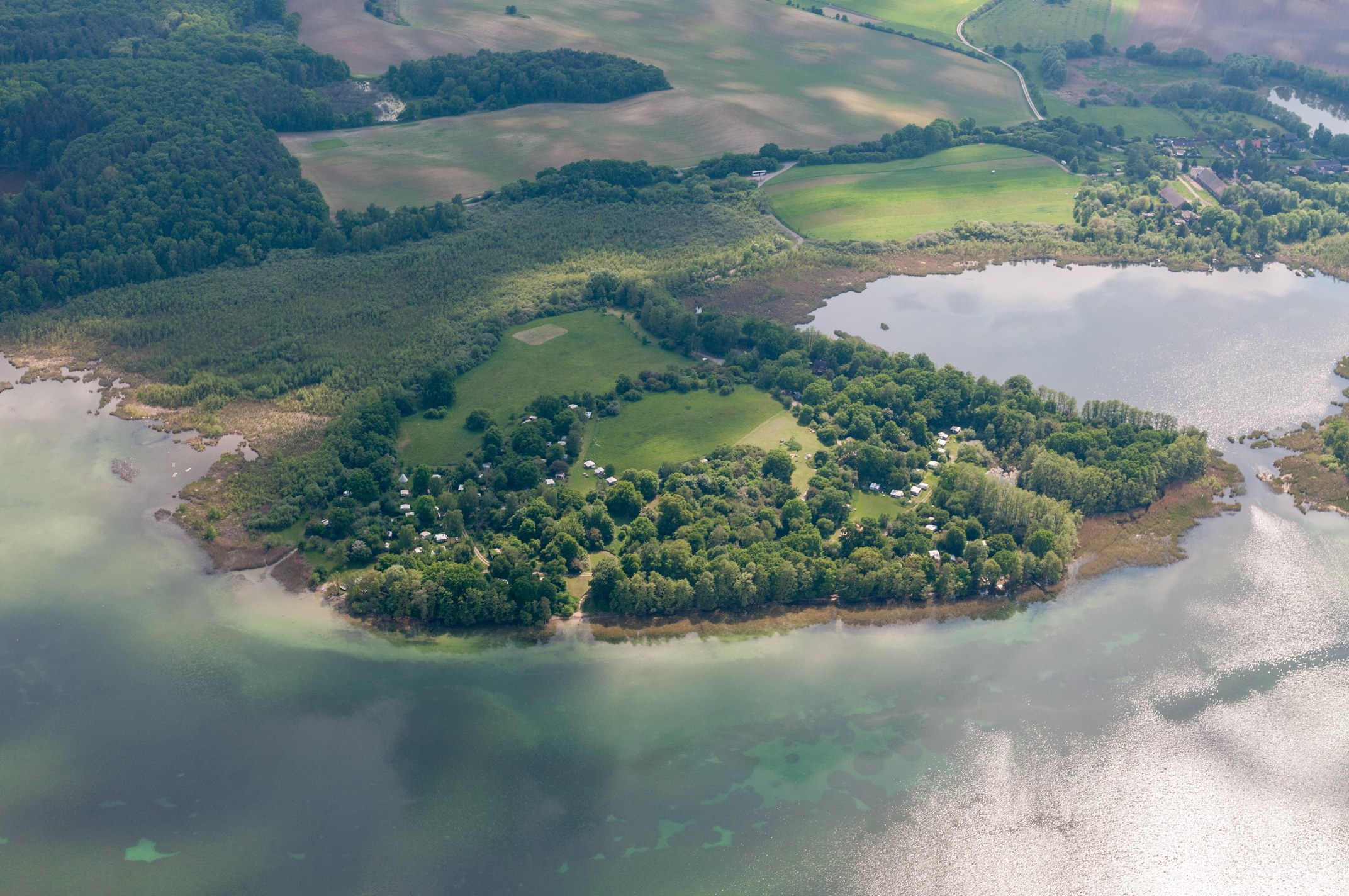
Mariensee war eine Insel, ist heute Halbinsel

Das im Spätmittelalter einflussreiche Kloster wurde 1258 auf einer ehemaligen Insel, der heutigen Halbinsel Pehlitzwerder, im Parsteiner See nahe dem Dorf Brodowin gegründet. Es trug anfangs in Anlehnung an seine Schutzheilige den Namen Mariensee und war eine Filiation des 1180 von Markgraf Otto I. in der Zauche begründeten Klosters Lehnin.
Stifter des Klosters waren die Enkel Ottos I., die gemeinsam regierenden Markgrafen Johann I. und Otto III. Hintergrund der Stiftung waren die Erbregelungen, die zur Aufteilung der Mark Brandenburg in die Johanneische und Ottonische Linie führten. Da die traditionelle askanische Grablege im Kloster Lehnin bei der ottonischen Linie verblieb, war die Gründung eines neuen Klosters notwendig.
Über die Wahl der ungünstigen Insellage zur Errichtung des Klosters gibt es heute nur Vermutungen, diese Entscheidung widersprach den damals üblichen Gepflogenheiten einer Klostergründung. Das Vorhandensein einer slawischen Burg auf dem Pehlitzwerder und der Ersatz dieser durch ein askanisches Kloster wird als „politische Entscheidung“ vermutet, darüber gibt es aber keine gesicherten Überlieferungen.
Da sich die Insellage für die wirtschaftlichen und landwirtschaftlichen Ambitionen der Zisterzienser zunehmend als hinderlich herausstellte und da sie zudem ein Ansteigen des Wasserspiegels befürchteten, verlegten die Mönche das Kloster laut Urkunde von 1273 noch vor seiner Fertigstellung um rund acht Kilometer nach Südwesten an den ehemaligen Choriner See, den heutigen Amtssee. Der Beschluss zur Verlegung erfolgte noch unter Mitwirkung Johanns I. in dessen Todesjahr 1266. Die Kirche Mariensee war soweit hergestellt, dass der Stifter hier bestattet werden konnte. Nach 1273 wurde Johann I. nach Chorin umgebettet. Neben weiteren Nachkommen Johanns wurden in Chorin seine Nachfolger Otto IV. (mit dem Pfeil) und der letzte bedeutende Askanier in der Mark Brandenburg, Waldemar (der Große), begraben. Die Mauern des Erdgeschosses des Klosters Mariensee waren bis in die 1960er Jahre erhalten geblieben. Sie wurden dann von den Einwohnern von Brodowin zur Materialgewinnung abgetragen. Die heute sichtbaren Mauerreste sind später auf dem erhalten gebliebenen Kern der Fundamente aufgemauert worden.
Wie bei allen askanischen Klostergründungen spielten neben den seelsorgerischen Aspekten auch bei Chorin wirtschaftspolitische und machtpolitische Erwägungen eine wichtige Rolle. Denn westlich des Klosters befand sich auf der Insel im Parsteiner See ein slawischer Ringwall, den Johann I. und sein Bruder sehr wahrscheinlich als Turmburg gegen die pommerschen Konkurrenten nutzten. Das Kloster sollte Mittelpunkts- und Herrschaftsfunktionen übernehmen. „Sowohl die Gründung an sich als auch deren Lage in einem alten Regional-Zentrum ‚quer‘ zu den Verkehrsrouten […] in besiedeltem Landstrich sind landesherrlich-machtpolitisches Kalkül.“
- Zur Gründung des Vorläufer-Klosters Mariensee auf dem Pehlitzwerder am Parsteiner See siehe: Zisterzienserkloster Mariensee

### Standort Chorin

Kloster Chorin zur Zeit seiner Blüte (Lithographie)

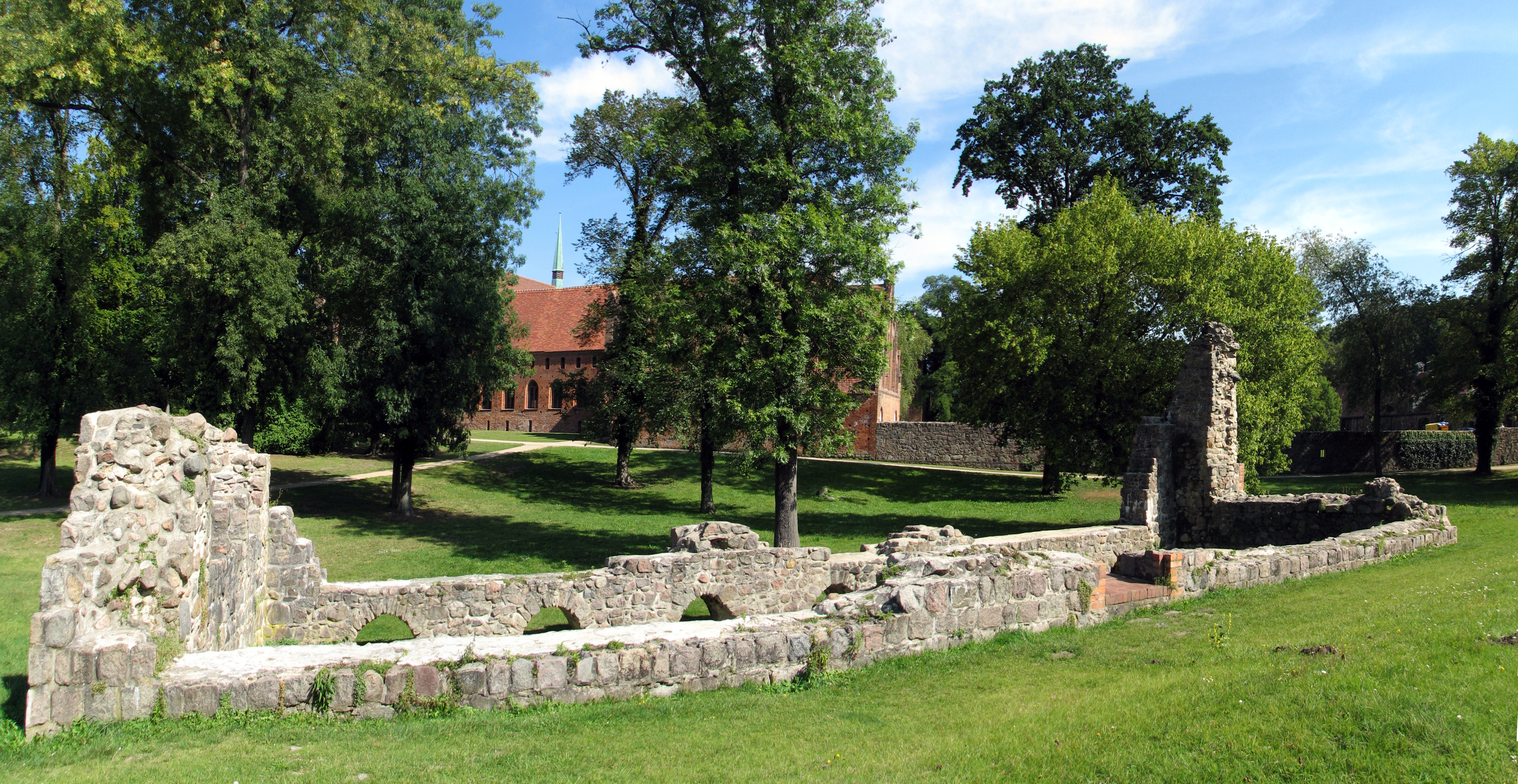
Mühlenruine am Kloster

Auf dem Gebiet der heutigen Klosterruine befand sich vorher ein slawisches Dorf mit Befestigungsanlagen. Neueste Grabungen haben ergeben, dass das Dorf niedergebrannt ist. Wahrscheinlich handelte es sich um das Dorf Ragösen, an das heute noch der Bach Ragöse und einige lokale Bezeichnungen erinnern. Ob die Klostermühle das dicht am Kloster befindliche große Mühlenbauwerk ist, das schon vor den Zisterziensern errichtet wurde, oder eine Mühle wenige Kilometer südwestlich, ist noch nicht ausreichend erforscht. Die bestehende Mühle, der nahe Amtssee, der damals noch Choriner See hieß, sowie die Nähe zu den damals bedeutenden Städten Niederfinow, Angermünde und Eberswalde werden heute als Gründe für die Standortwahl genannt. Zisterzienserklöster wurden damals bevorzugt im ländlichen Raum auf ehemaligen slawischen Siedlungen angelegt. In den nahen Städten wurden Handelsniederlassungen gegründet, in Angermünde ist eine solche gesichert überliefert.
Heute liegt die Ruine in der wald- und seenreichen Landschaft des Biosphärenreservats Schorfheide-Chorin. Im Mittelalter gehörte das Waldgebiet mit den zahlreichen Oberflächengewässern zunächst zu pommerschem Gebiet und wurde von Slawen bewohnt. Im Zuge der hochmittelalterlichen Ostsiedlung gelangte es nach 1230 unter die Herrschaft der Askanier. Spuren der mittelalterlichen Besiedlung lassen sich noch in den Ortsstrukturen ablesen. Burgruinen, wie Grimnitz in Joachimsthal, bezeugen die Herrschaft des Askanischen Hauses, die Klosterruine Chorin die Tätigkeit der Zisterzienser.

## Geschichte

### Gründung

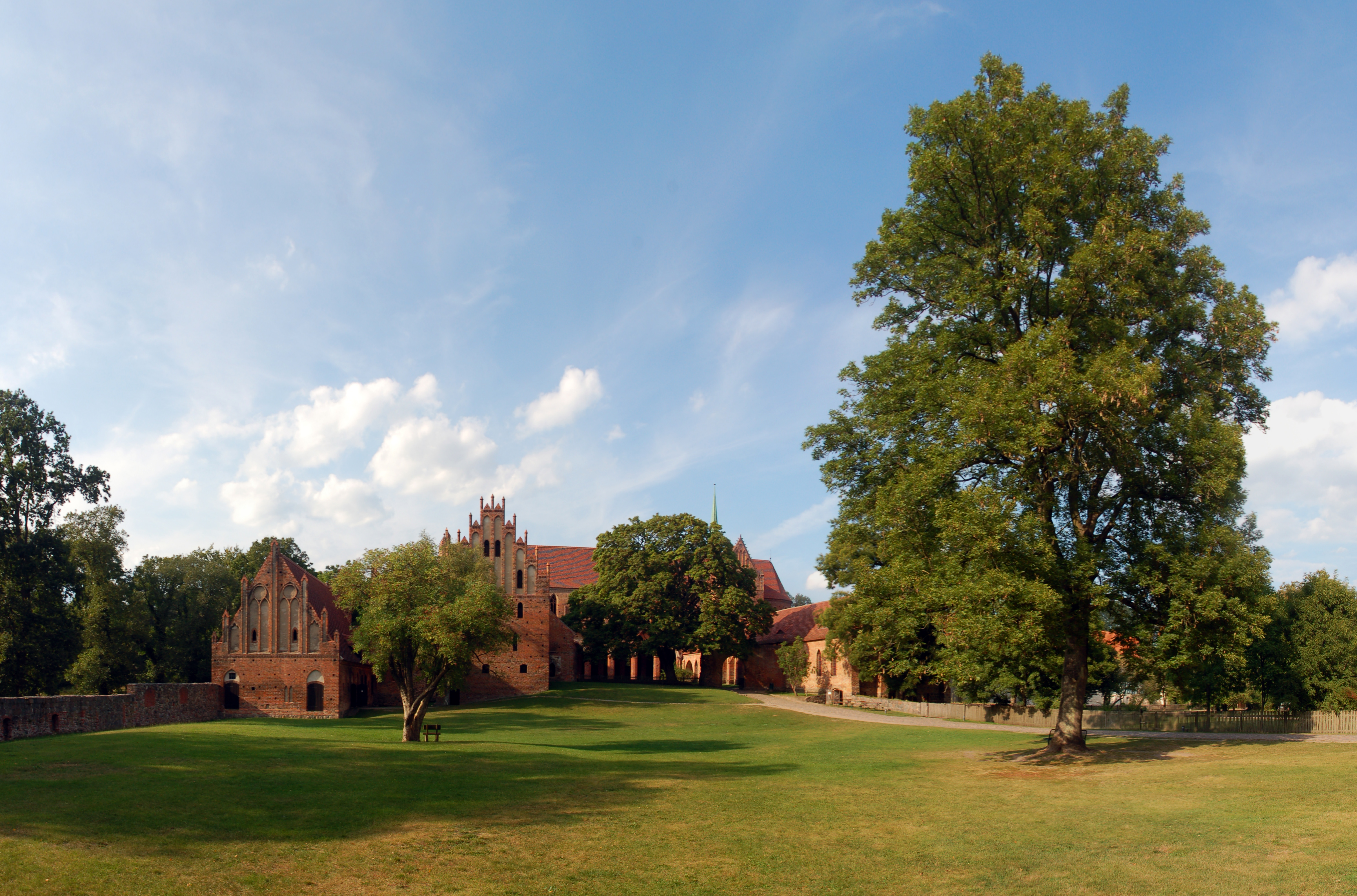
Gesamtansicht von Süden aus

Am 8. Februar 1258 erlaubten die Bischöfe Otto und Johann von Brandenburg die Gründung des Klosters Mariensee, am 2. September des gleichen Jahres beurkunden Johann I. und Otto III. die Stiftung des Klosters. Am 8. September 1273 erfolgte die offizielle Verlegung nach Chorin, die Bauarbeiten in Chorin begannen wahrscheinlich bereits 1266. Der Pehlitzwerder mit den Fundamentresten der begonnenen 25,50 m breiten Kirche wird 1935 zum Natur- und Bodendenkmal erklärt.
Da der Ragöseabfluss des Choriner Sees nicht genügend Wasser zum Betrieb der Klostermühlen und zur Versorgung des Klosters zuführte, legten die Mönche noch im 13. Jahrhundert den Nettelgraben vom Choriner See zum höher gelegenen und heute isolierten Weißen See, der zur Bauzeit im 13. Jahrhundert eine Bucht des Parsteiner Sees bildete, an. Der noch heute bestehende Wassergraben zählt zu den frühesten Kunstgräben im heutigen Deutschland.
Im Generalkapitel des Klosters Cîteaux, dem Ursprungskloster des Zisterzienserordens, wurde die Eigenwirtschaft der Zisterzienser festgelegt:
„Die Mönche unseres Ordens müssen von ihrer Hände Arbeit, Ackerbau und Viehzucht leben. Daher müssen sie zum eigenen Gebrauch besitzen Gewässer, Wälder, Weinberge, Wiesen, Äcker (abseits von Siedlungen der Weltleute) sowie Tiere … Zur Bewirtschaftung können sie nahe oder ferne beim Kloster Höfe haben …“
Durch Schenkung überließen die askanischen Markgrafen dem Kloster Inseln im Parsteinsee, die Dörfer Pehlitz, Plawe, Brodowin, Chorin und Hufen der Orte Parstein, Liepe, Serwest, Buchholz, Finow (heute Niederfinow), Golzow und Britz mit allen dazugehörigen Seen, Fließen, Äckern, Bergen, Wiesen und Weiden.

### Einflussbereich

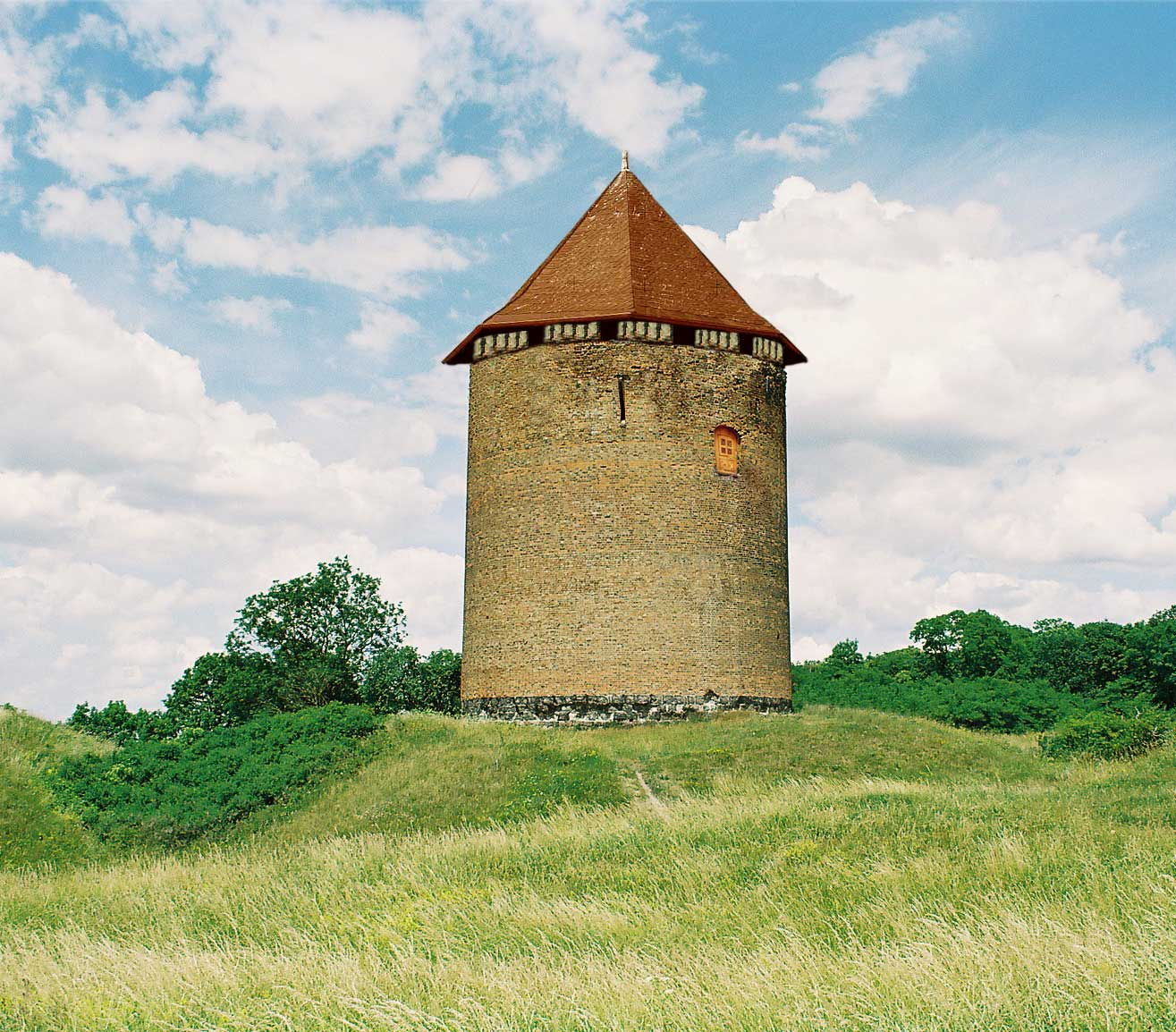
Rekonstruktion des Stolper Turms (Fotomontage)

Das Kloster Chorin hatte einen für damalige Verhältnisse großen Einflussbereich. Üblicherweise errichteten die Askanierfürsten ca. alle fünf Kilometer ein Dorf, alle 20 bis 25 Kilometer wurde eine Stadt gegründet. Die Kloster wiederum wurden fernab der Städte und meist auf ehemaligen slawischen Befestigungsanlagen errichtet.
Chorin lag zwischen den damals bedeutenden Städten Eberswalde (Stadtrecht 1254, vorher zwei Dörfer), Niederfinow (als Burg Finow um 1220 gegründet), Joachimsthal und Oderberg sowie der Burg Angermünde. Diese relativ große Ausdehnung ist unter anderem dem Umzug des Klosters von Mariensee nach Chorin geschuldet, außerdem war Chorin am Rand des Einflussbereichs der Askanier und hatte so keine Konkurrenz aus den eigenen Reihen im Norden und Osten. Äußerster Vorposten der Askanier war dabei der Stolper Turm, ein Burgfried nordöstlich der Stadt Angermünde.
Der Kernbesitz des Klosters Chorin reichte im Westen bis Joachimsthal und um den Werbellinsee herum, im Süden bis Niederfinow mit seinem damals noch vorhandenen fischreichen Finow-Delta, im Osten bis über die Oder bei Stolzenhagen und im Norden bis Angermünde. Der Handelseinfluss reichte bis zu den Städten Eberswalde, Hohenfinow, Oderberg, Lunow und Stolpe.

### Architektur

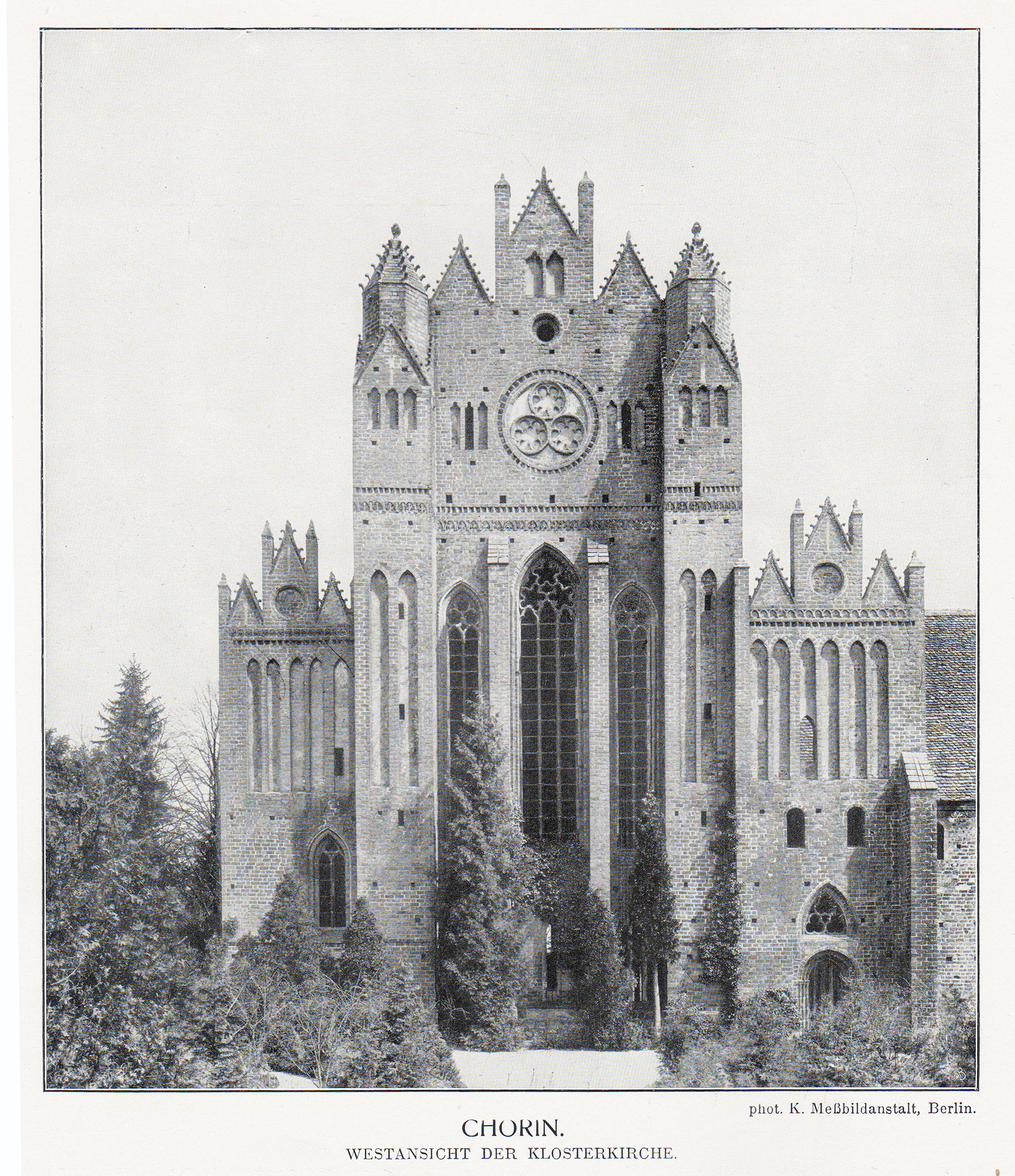
Chorin, Westansicht der Klosterkirche, um 1900

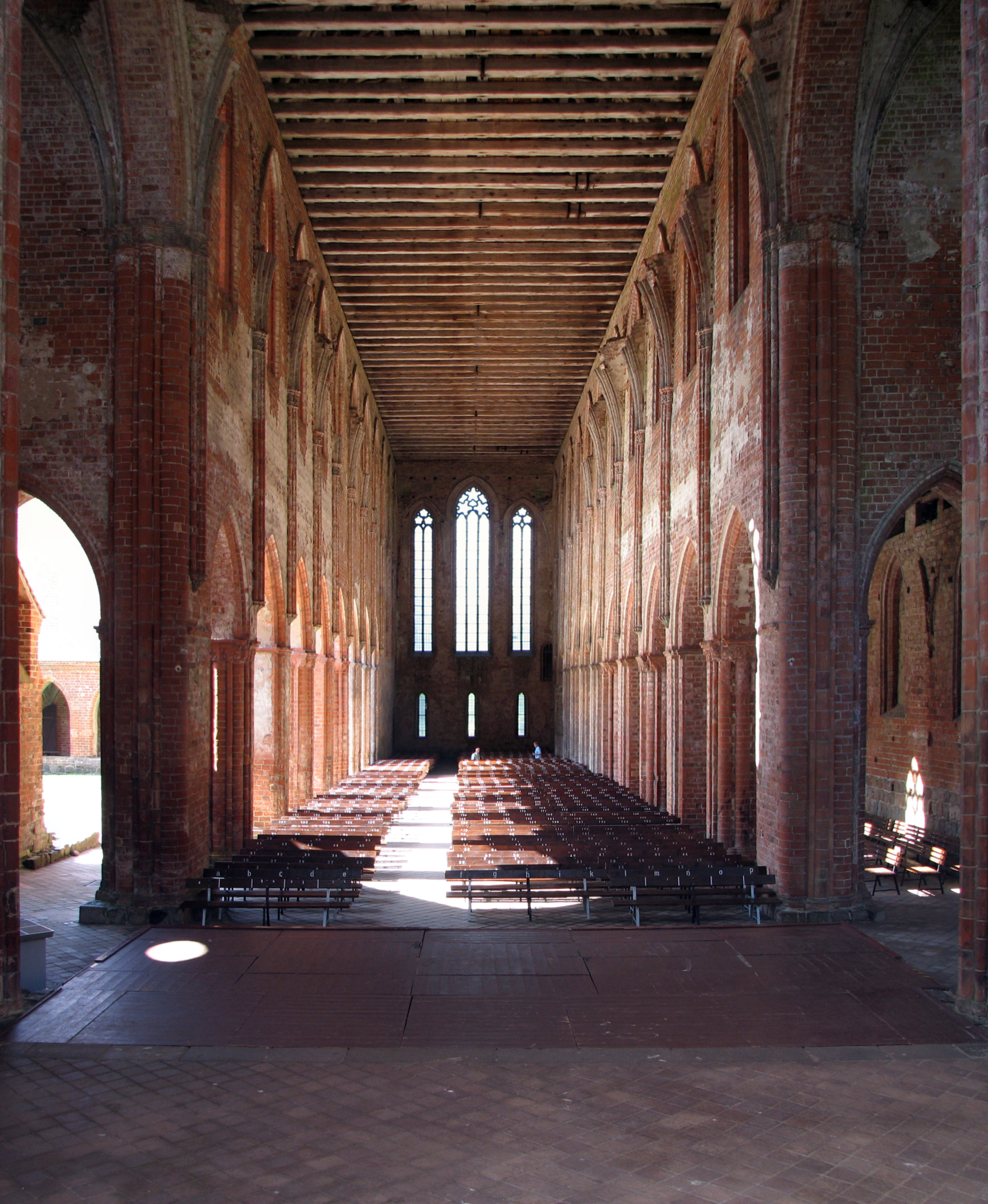
Innenansicht Klosterkirche

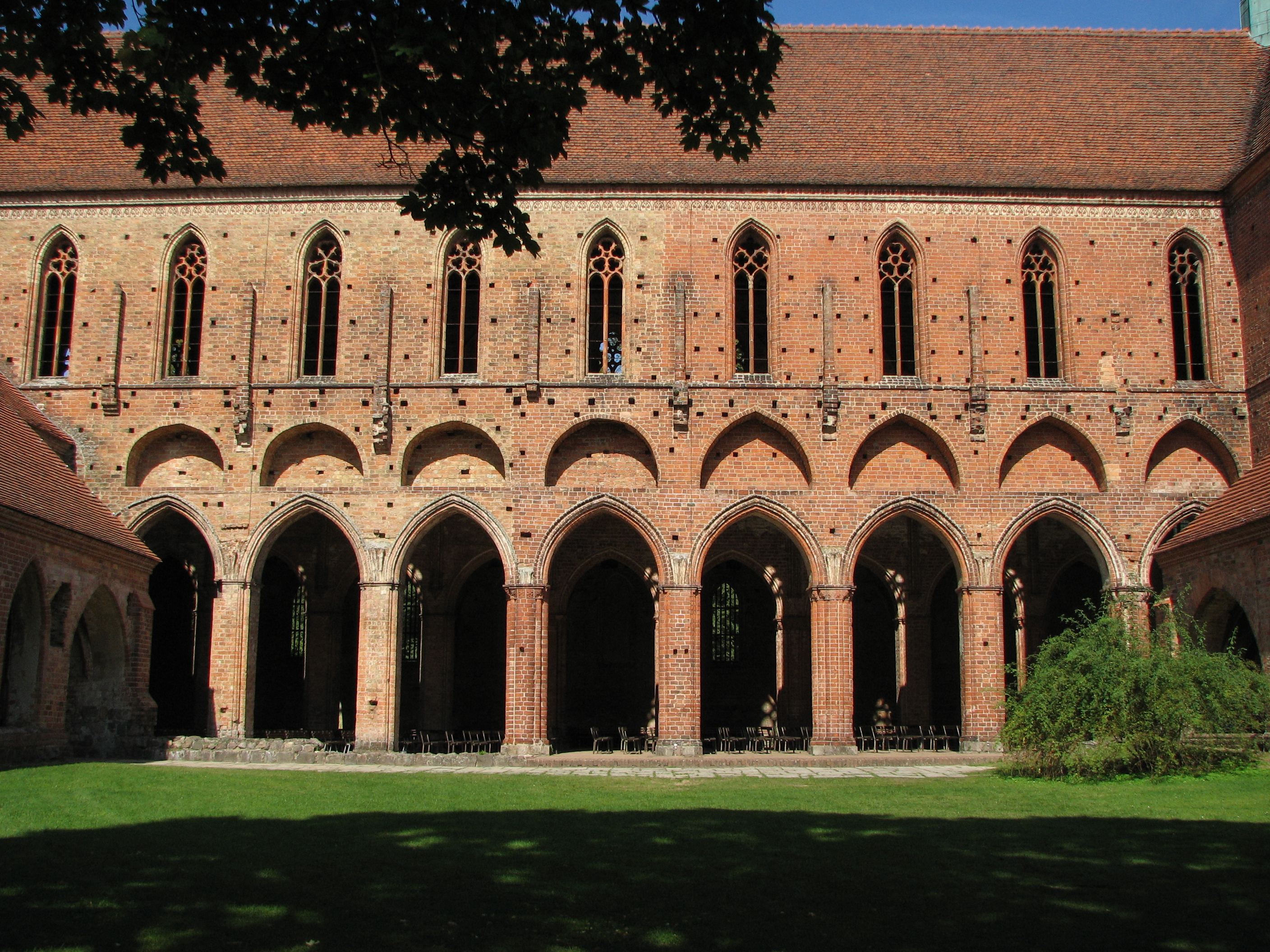
Am Hauptschiff der Klosterkirche sind unterschiedliche Baufortschritte erkennbar, rechts östlich dunkler gotische Spitzbögen, links Rundbögen

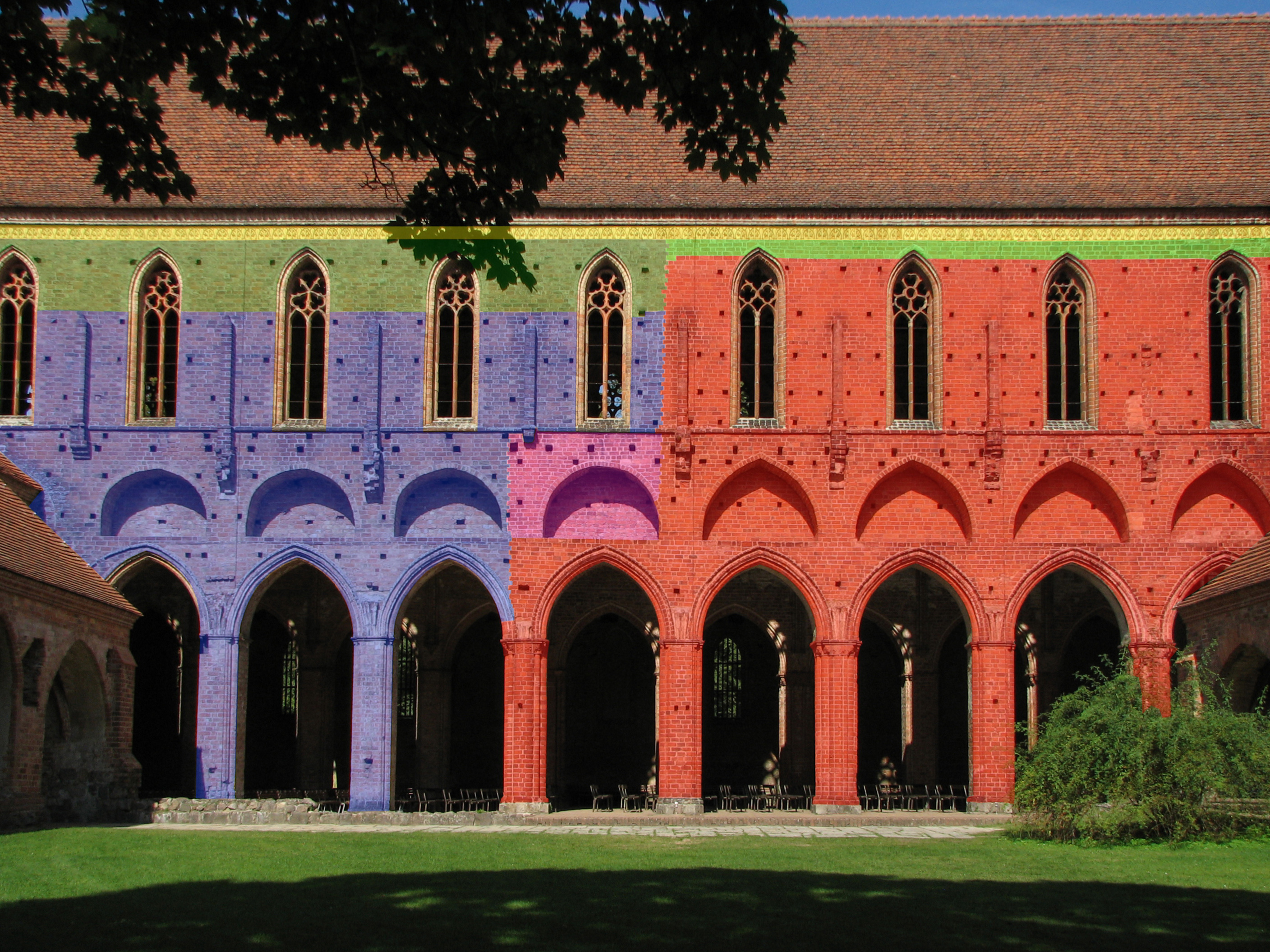
Schematische Darstellung des Baufortschritts; rot: erster Bauabschnitt; blau: zweiter Bauabschnitt

Zu den Bauverordnungen der Zisterzienser wurden Festlegungen getroffen, die auch Auswirkungen auf den Bau von Chorin hatten. Um 1130 wurden Skulpturen, Malereien und Bilder verboten, gestattet waren nur bemalte Altarkreuze aus Holz. Helle Glasfenster ohne Kreuze und Malereien waren gestattet. 1157 wurden Glockentürme verboten, Glocken durften höchstens 500 Pfund wiegen. Das Verbot von Türmen führte dazu, dass in Wänden Wendeltreppen eingebaut wurden, um die Dächer erreichen zu können.
Georg Dehio bezeichnete die Choriner Klosterkirche 1906 als das „bedeutendste und edelste Werk der Frühgotik im Gebiet des norddeutschen Ziegelbaus“. Das sechs Kilometer nördlich von Eberswalde im Biosphärenreservat Schorfheide-Chorin gelegene Zisterzienserkloster mit dem berühmten Westgiebel ist einer der wenigen märkischen Bauten des Mittelalters, der nicht nur zu den prominentesten Schöpfungen des Backsteingebiets, sondern zu einer der Ikonen der deutschen Gotik schlechthin wurde.
Die Klosterkirche ist wie diejenigen in Lehnin und Doberan eine lang gestreckte dreischiffige Basilika mit Querschiff. Die fein gestalteten Maßwerkfenster weisen Chorin als Werk der Hochgotik aus. Der weitgehende Verzicht auf äußeres Strebewerk, vielfach für romanisch gehalten, ist typisch für die Zisterziensergotik (Vgl. das Doberaner Münster), obwohl deren Erstbau, die Abteikirche von Pontigny (etwa 1138–1170) nach wenigen Jahren mit einem Umgangschor mit Strebebögen ausgestattet worden war. Chorin ist ein einheitlich hochgotisches Gebäudeensemble. Darin unterscheidet es sich von Lehnin, dessen Kirche mit Rechteckchor und daran anschließender, deutlich niedrigerer Rundapsis im frühen 13. Jahrhundert romanisch begonnen und Mitte des Jahrhunderts frühgotisch vollendet wurde. Die Choriner Zisterzienserkirche mit ihrem Polygonalchor ohne Umgang unterscheidet sich vom Doberaner Münster, das 1280–1296 mit einem Umgangschor nach dem Vorbild der Lübecker Marienkirche errichtet wurde, und von der Klosterkirche in Dargun, deren Rechteckchor aus der Mitte des 13. Jahrhunderts im 15. Jahrhundert durch einen polygonalen Umgangschor ersetzt wurde.
Die Choriner Baumeister behielten nicht nur die Kreuzform des Grundrisses bei, sie adaptierten strukturell sogar das gebundene System. Die Mittelschiffjoche haben exakt die doppelte Breite der quadratischen Seitenschiffjoche und zwei Mittelschiffjoche bzw. vier Seitenschiffjoche haben entsprechend zusammen die Abmessungen des Vierungsquadrats. Die Formensprache ist hingegen die der hohen Gotik und der Ostabschluss ist der von den gotischen Bettelordenskirchen übernommene Saalchor – allerdings in der aufwendigeren Form als 7/12-Polygon. Überhaupt orientierten sich die Erbauer der Kirche an der Architektur der Franziskaner und Dominikaner, wenngleich wiederum das Baudekor eher durch die größere zisterziensische Schmuckfreudigkeit gekennzeichnet ist.
Zugleich hatte der Bau natürlich auch den Herrschaftsanspruch seiner Auftraggeber widerzuspiegeln. Das Chorpolygon und vor allem die Westfassade wurden entsprechend repräsentativ gestaltet und ausgeschmückt. Letztere ist zwar entsprechend der Zisterzienserregel turmlos; mit ihrer aufwendigen Gliederung mit Treppentürmen, Fialen, krabbenbesetzten Giebeln, Schmuckblenden, Strebepfeilern und den drei – von Lehnin übernommenen – Spitzbogenfenstern ist sie gleichwohl eine der am reichsten gestalteten und die am ausgewogensten proportionierte aller backsteingotischen Kirchenfassaden. Die Seitenfronten zeigen ebenso wie der Innenraum den Wandaufriss der Bettelordensgotik (Berlin, Erfurt). Die statische Konstruktion ist unter den Seitenschiffpultdächern verborgen und tritt nach deren Verlust zum Kreuzgang hin offen zutage. Die Wände sind nur durch schmale Dienste gegliedert. Die glatten Wandflächen kontrastieren deutlich mit dem komplizierten Fenstermaßwerk, den plastischen vegetabilen Pfeilerkapitellen, den Konsolen und den Pfeilern.

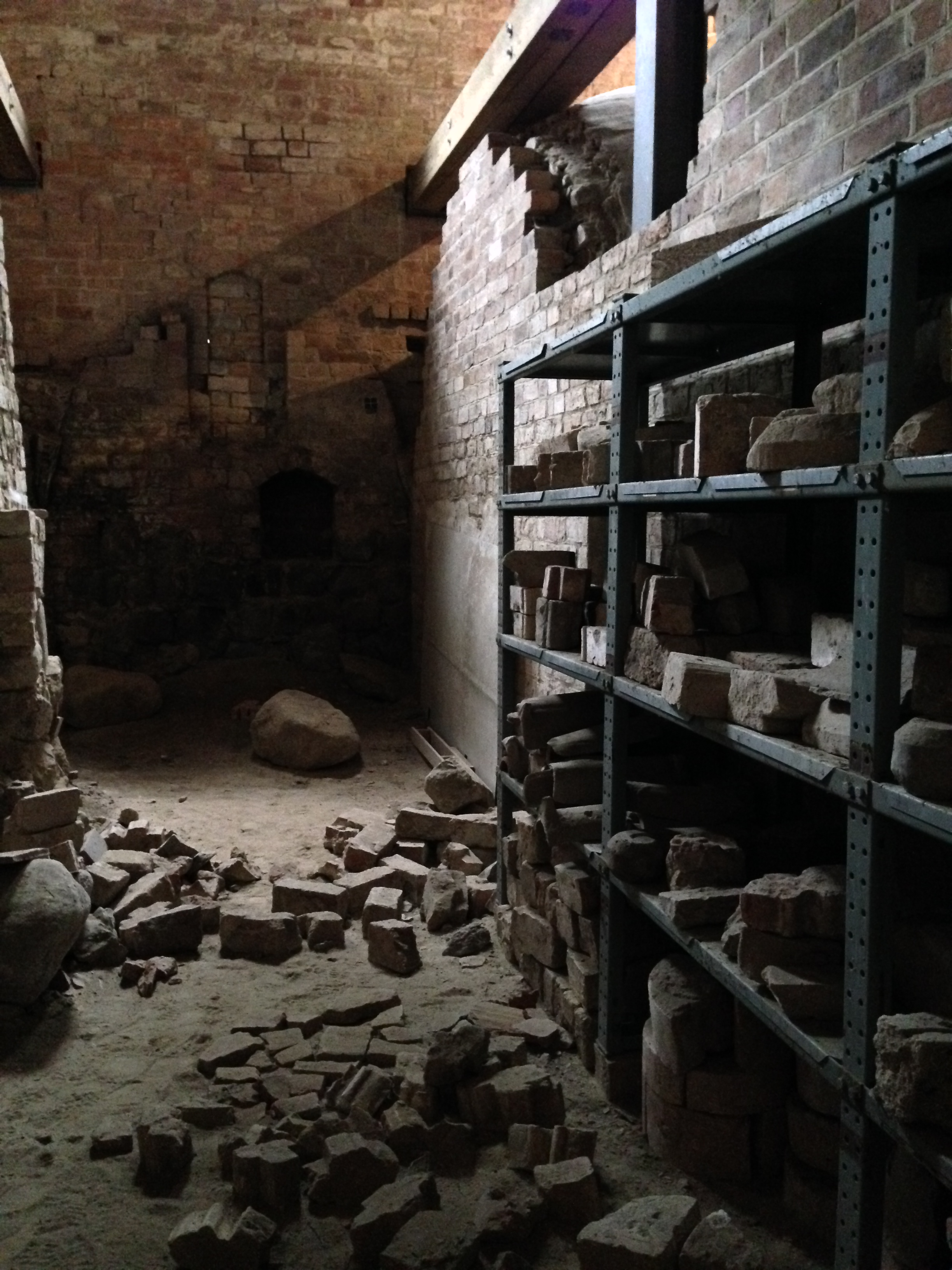
Ansicht des Kellergewölbes

Die ursprüngliche Raumwirkung ist nach dem Verlust des Kreuzrippengewölbes, der Empore, der Chorschranken, des Gestühls etc. schwer zu ermessen. Bei den Pfeilerquerschnitten ist in Chorin ein Stützenwechsel ausgeführt worden – ein romanisches Gestaltungselement, das man in der märkischen Romanik vergebens sucht. Schlanke Bündelpfeiler wechseln sich mit Quadratpfeilern ab. Am Westende des Langhauses befand sich eine Empore, die dem Herrschergeschlecht vorbehalten war. Während die Westfassade als Solitär in der märkischen Kulturlandschaft steht, hat der polygonale Saalchor – als dessen Vorbild häufig die Zisterzienserkirche in Schulpforta genannt wurde – die Entwicklung des märkischen Kirchenbaus nachhaltig beeinflusst.

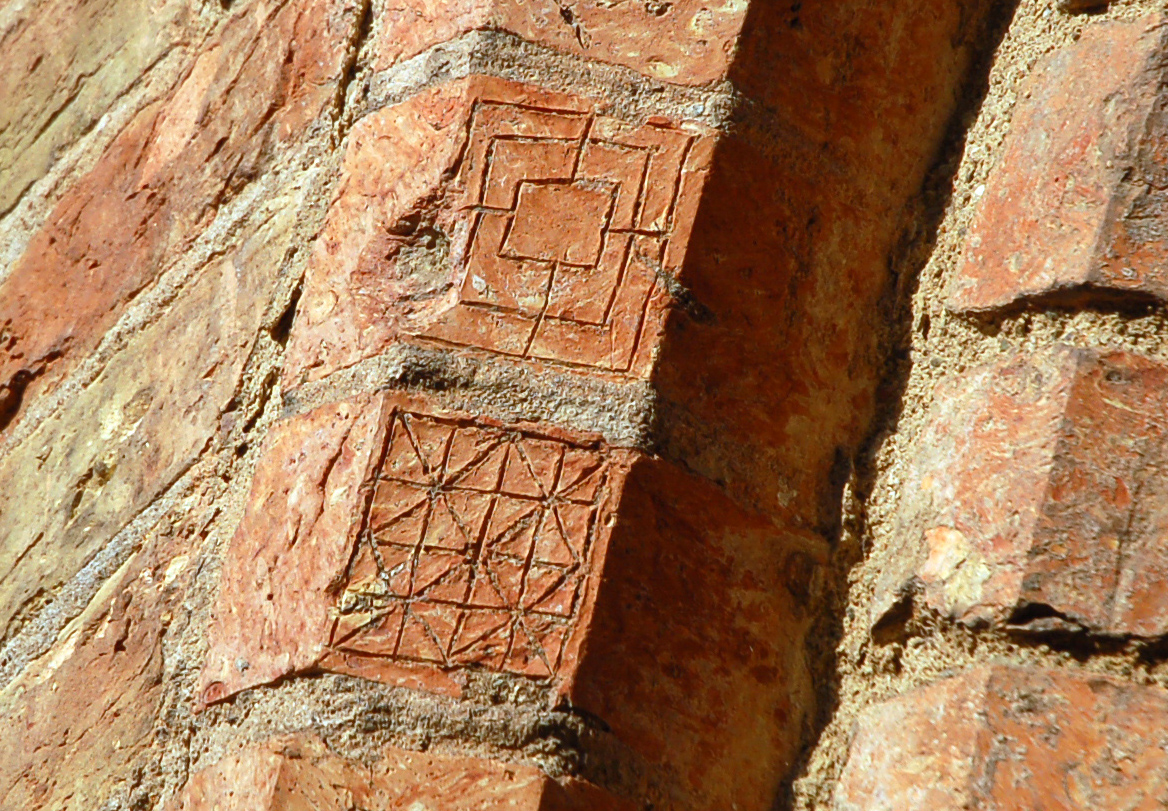
Eingeritzte Spielbretter

Backstein mit ketzerischer Inschrift

Die Erbauer des Klosters haben an zahlreichen Stellen versteckte Mitteilungen hinterlassen. So findet man im östlichen Kreuzgang Ziegel mit eingeritzten Spielbrettern. Über einem Chorfenster war ursprünglich ein Backstein eingearbeitet, dessen Inschrift heute als ketzerisch interpretiert wird:

Abel fieri no(n) valet / si malicia cayn no(n) excercet

„Abel kann nicht werden, wenn Kain nicht durch Böses / durch Bosheit prüft“

Teilweise vorhandene Wandmalereien sind nicht originalgetreue Nachzeichnungen, bei denen offenbar viel Phantasie im Spiel war. Nach heutiger Erkenntnis sind lediglich wenige Putzreste im nördlichen Hauptschiff der Klosterkirche als original anzusehen.
Da es den Zisterziensern verboten war, auffälliges Schmuckwerk zu errichten, wurde viel Mühe in aufwändige Friese und Konsolen investiert. Sämtliche Kreuzgangkonsolen tragen unterschiedliche Motive, deren Deutung neben geistlichen Motiven auch vegetabile und stereometrische sowie Fabeltier-Motive aufweisen. Obwohl das rosenartige Maßwerk in der Westfassade kein auffälliges Schmuckwerk ist, zeigt dieses Motiv jedoch, dass die Zisterzienser bis in das 14. Jh. hinein noch Interesse an solchen Mustern hatten.

### Aufhebung in der Reformationszeit

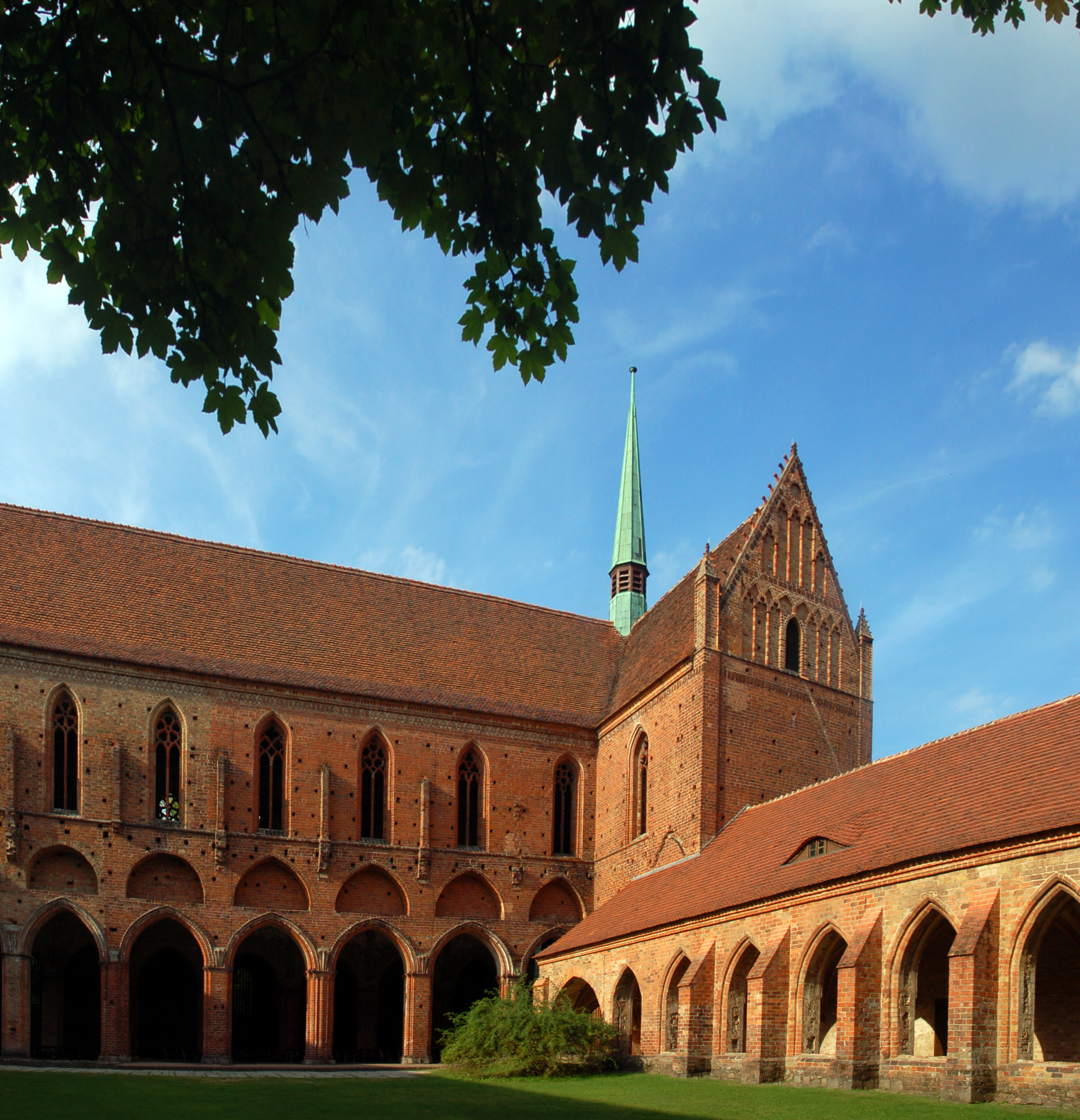
Innenhof

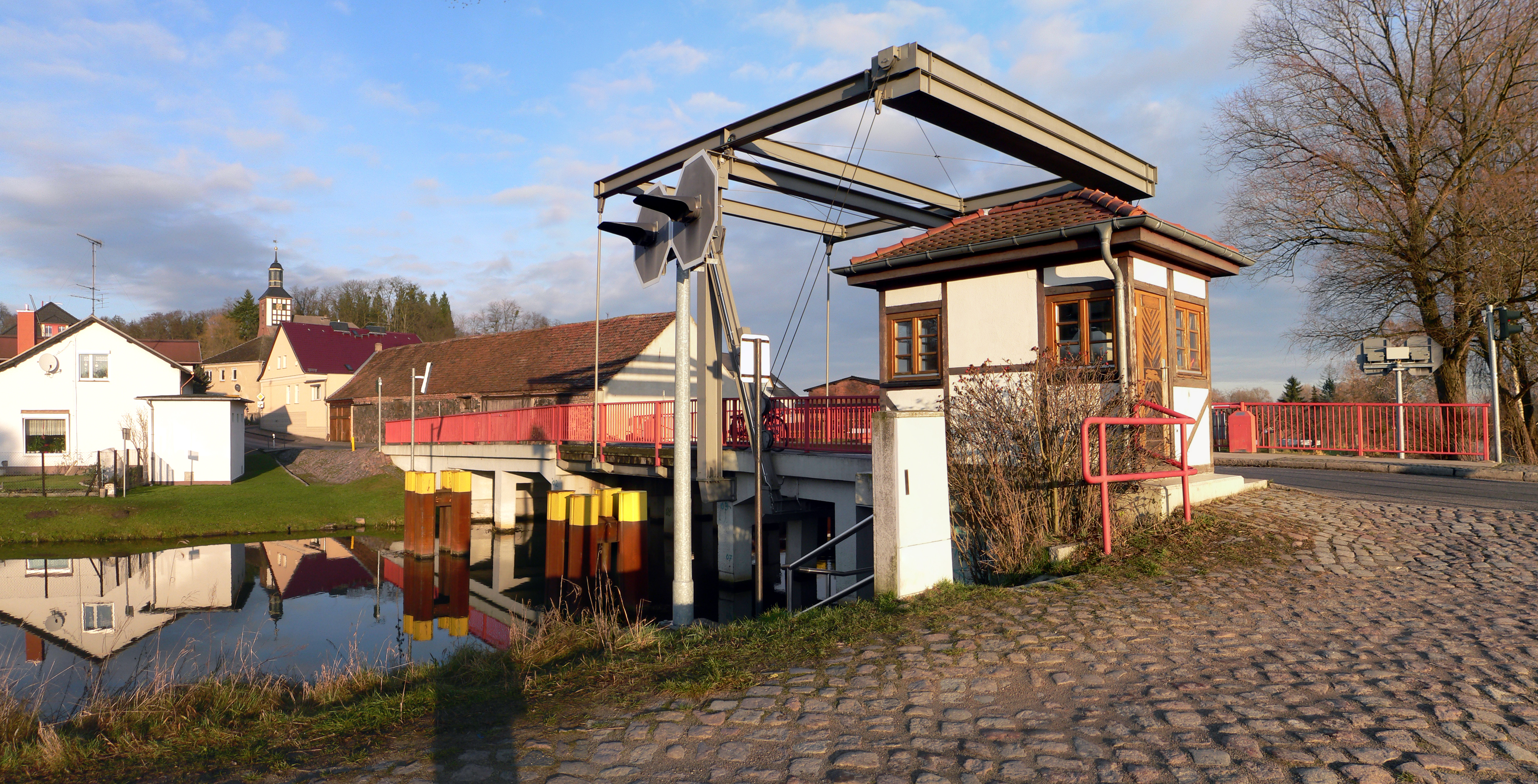
Hubbrücke Niederfinow

Obgleich die Äbte ihren Einfluss und Landbesitz bis zum späten 15. Jahrhundert stetig mehren konnten, erfolgte bereits 1542 – nur drei Jahre nach der Einführung der Reformation in Brandenburg – die Säkularisation des Klosters. Die Auflösung des Klosters hatte allerdings keine religiösen Gründe, sondern war der Geldgier der Hohenzollern geschuldet. Kurfürst Joachim II. folgte dabei dem Beispiel anderer Landesfürsten, die sich mit Klostergut sanierten. Noch um 1500 gab es Streitigkeiten um die Choriner Abtswahl, da es sich um einen einträglichen Posten handelte. Zucht und Ordnung war hingegen im Kloster schon länger nicht mehr so gegeben, wie es ursprünglich vorgesehen war. 1528 musste der Vaterabt von Lehnin einen Mönch nach Chorin entsenden, um sicherzustellen, dass überhaupt noch den liturgischen Verpflichtungen nachgegangen wird. Mangelhafte Spiritualität gingen einher mit wirtschaftlichen Nöten, das Kloster verkaufte 1536 das Dorf Stolzenhagen. Noch 1536 hatte Joachim II. bei einem Besuch im Kloster Chorin untersagt, erste Reformationsversuche fortzusetzen.

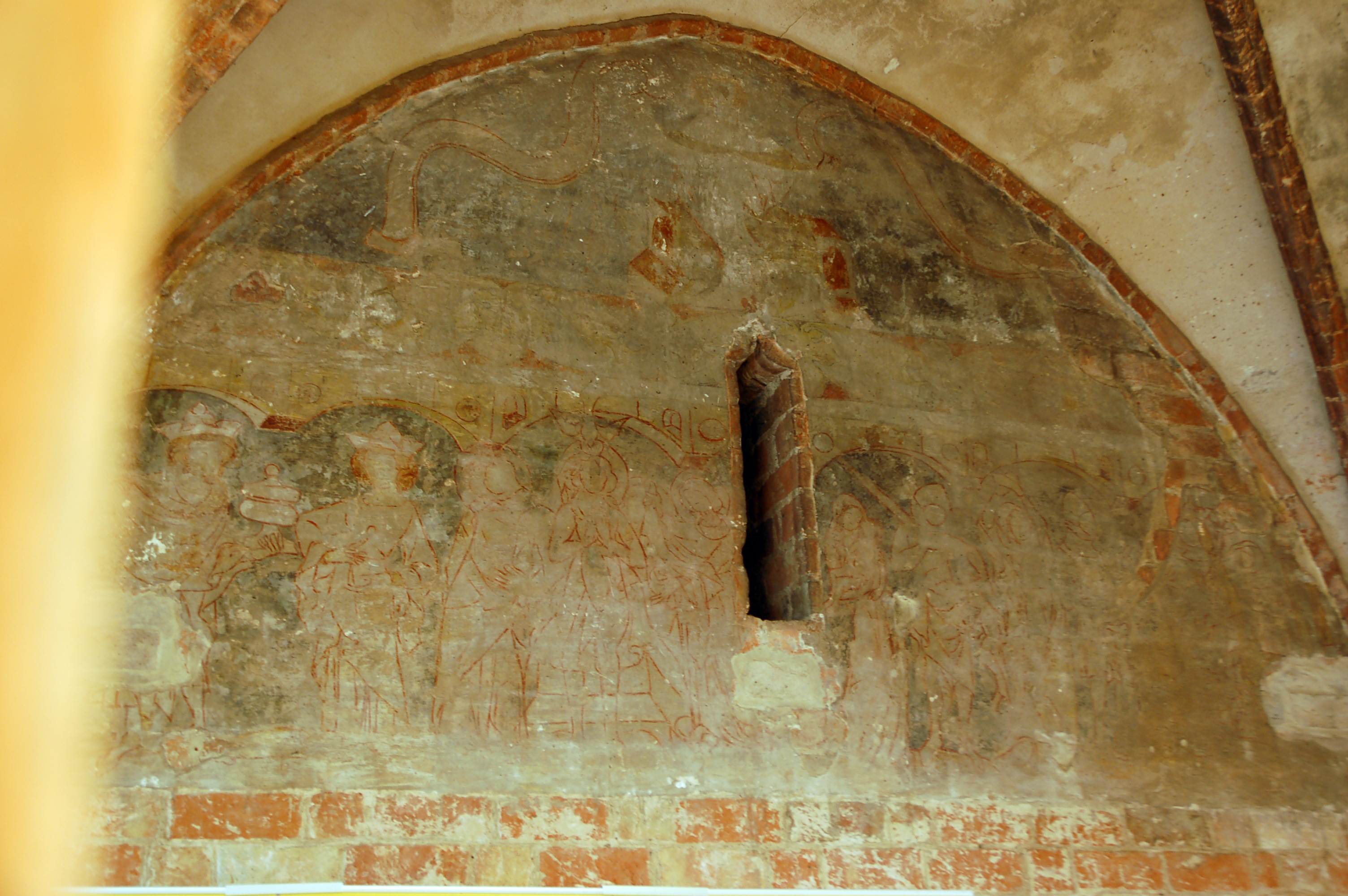
Wandmalerei im Fürstensaal

Noch kurz vor der Aufhebung des Klosters 1542 erneuerte Chorin der Stadt Niederfinow Privilegien. Der Wasserzoll war seit 1375 verbrieft und führte noch in späteren Jahrhunderten zu Streitigkeiten. Durch den Bau des Finowkanals sollten die einst von den Mönchen gewährten Rechte aberkannt werden. Nach allen Instanzen wurden dem Herren von Hohenfinow, Baron von Vernezobre am 29. November 1775 die Zollrechte wieder anerkannt. Noch 1878 musste sich der Minister für Handel, Gewerbe und öffentliche Arbeiten mit dem Streit um den Brückenzoll beschäftigen und bestätigte, dass der Staat für das Betätigen der Brücke täglich drei Mark an den Gutsherren von Hohenfinow zu zahlen hatte. Das Heben und Senken der Brücke wurde allerdings schon seit 1792 durch die Schiffer selbst durchgeführt. Erst die Übernahme der Brücke durch den Staat um 1900 beendete den jahrhundertelangen Zollstreit.
Durch die späteren Zweckentfremdungen, den Dreißigjährigen Krieg und nachfolgende Abbrucharbeiten gingen große Teile der Kirche und der Klausurgebäude auf ihrer Südseite verloren. Dennoch hat sich vom Kreuzgang und den um ihn gruppierten Gebäuden soviel erhalten, dass man auch heute noch einen guten Eindruck von der einstmaligen Wirkung des entsprechend dem „zisterziensischen Idealplans“ errichteten Ensembles erhalten kann. Bemerkenswert sind vor allem das Pfortenhaus, die Klosterküche sowie der „Fürstensaal“ am Nordwestende der Klausur. Vom Kreuzgang haben sich der westliche und große Teile des östlichen Flügel erhalten. Sämtliche Bauten sind stilistisch „aus einem Guss“ und zeigen die gleiche hochgotische Formensprache, einheitliche Kreuzrippenwölbungen, reiches Fenstermaßwerk, krabbenbesetzte Ziergiebel, Schmuckfriese, Blendengliederung etc. wie die Kirche. Der Südflügel und große Teile des Ostflügels mit dem Kapitelsaal sind verloren.

### Verfall bis zur Romantik

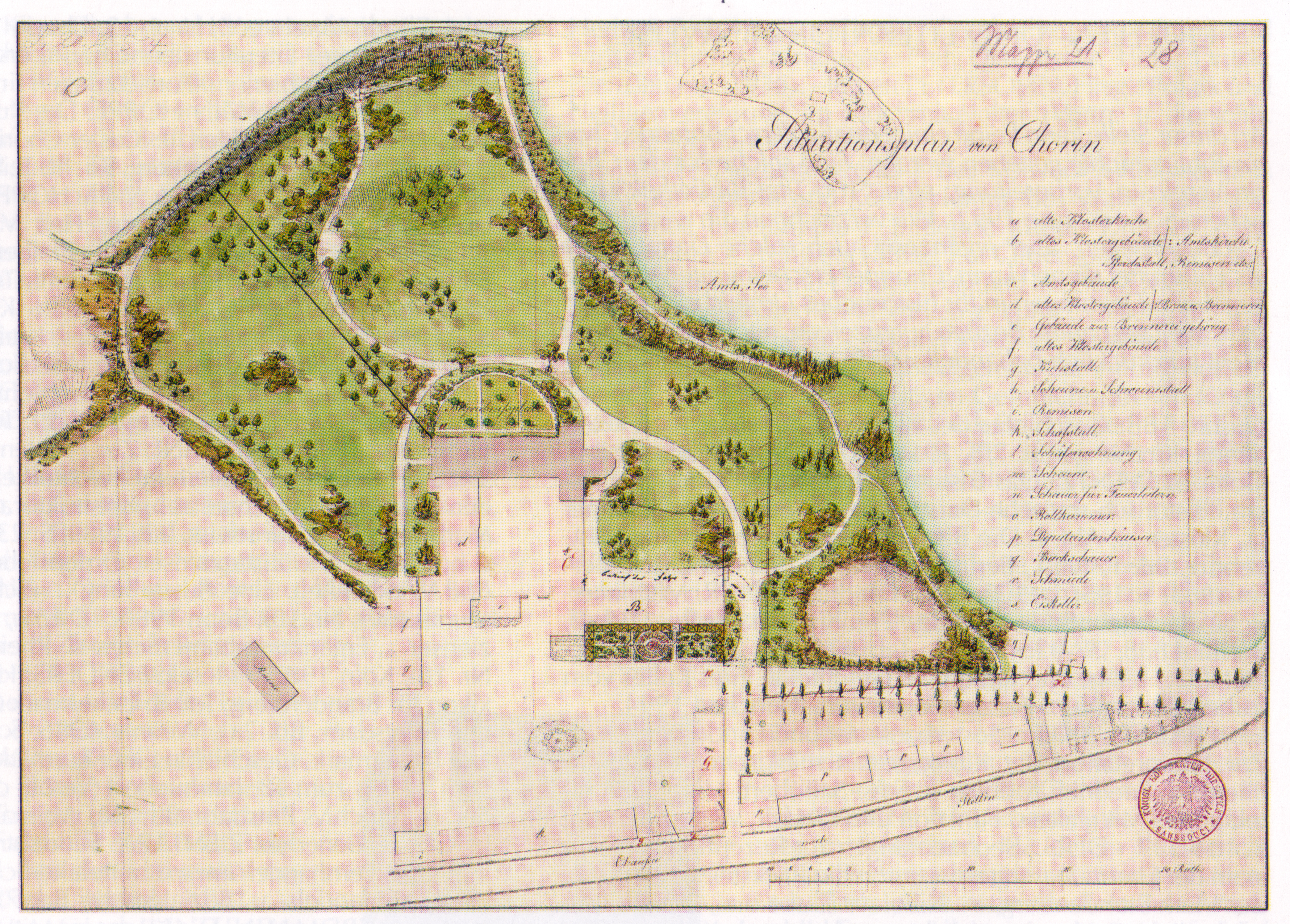
Plan von Lenné zur Umgestaltung des Klosterumfeldes

Nach der Säkularisation war das ehemalige Kloster von etwa 1550 bis ins beginnende 19. Jahrhundert dem Verfall preisgegeben. Die Mönche lebten noch einige Jahre weiter im Kloster, es wurde aber bald Amtssitz und Domäne. Die Kurfürsten besuchten die Grablege ihrer Vorfahren immer seltener. Zu unbekannter Zeit wurde die Anlage dann verpachtet und als Viehstall genutzt.
Der verfallene Backsteinbau am Ufer des Sees erschien David Gilly 1797 noch lediglich als malerischer Ort und deshalb bedeutsam und erhaltenswert. Knapp 20 Jahre später erkannte Karl Friedrich Schinkel ergänzend, „dass die Ruine ein herausragendes Baudenkmal und kostbares Zeugnis mittelalterlicher Geschichte“ ist. Der preußische Kronprinz Friedrich Wilhelm klagte 1821 nach einem Besuch der königlichen Familie in Chorin, „dass die Kirche den Schweinen preisgegeben sei“. Erst die bauerhaltenden Maßnahmen im frühen 19. Jahrhundert sicherten den Erhalt Chorins als kulturhistorische Anlage und ist ab 1884, historisch, belegt.
Die Erhaltung von mittelalterlichen Bauwerken in dieser Zeit diente jedoch weniger kulturhistorischen Zwecken als vielmehr dem Zeitgeist, welcher in Ruinen im Zusammenspiel mit Kunst und Gartenbau eine Kunstrichtung sah.
Nachdem die Gebäude im frühen 19. Jahrhundert einen traurigen Anblick geboten hatten und in Preußen – wie überall in Deutschland – im Zeitalter der Romantik eine Hinwendung zur eigenen Geschichte und deren baulichen Zeugnissen erfolgte, wurde ab 1817 unter der Leitung von Karl Friedrich Schinkel mit der Sicherung und teilweisen Rekonstruktion der Ruine begonnen. Das gärtnerische Umfeld gestaltete Peter Joseph Lenné.
Die heutigen Besucher, die sich zumeist von Süden kommend dem Kloster annähern, können wohl schwerlich nachvollziehen, warum Fontane in seinem Kapitel in den Wanderungen durch die Mark Brandenburg der Choriner Klosterruine das „Malerische“ absprach. Eine neuere Untersuchung hat ergeben, dass Fontane dafür den Denkmalschutz verantwortlich gemacht hat. Diese Erklärung findet man nicht in der Buchausgabe der Wanderungen (2. Auflage des „Havelland“-Bandes 1880), sondern im Zeitschriftenerstdruck von 1867: Es sei „eine ordnende Hand über das Ganze hingegangen, die es mit der Erhaltung dieser Ruine wohlgemeint hat, aber nicht so mit der Poesie derselben“. Man komme „in Versuchung, die alten Tage der Verwüstung zurück zu wünschen, wo im hohen Chor die Ziegenställe des Pächters waren und die Schafe das Gras von den Grabsteinen der Askanier nagten“.
1997 übernahm das Amt Britz-Chorin von der Forstverwaltung die Trägerschaft des Klosters Chorin.
Auf dem Klosterfriedhof fanden der Architekt Max Taut und bedeutende Forstleute wie Wilhelm Bando, Max Kienitz, Alfred Dengler, Adolf Olberg, Alexis Scamoni, Egon Wagenknecht und Albert Richter ihre letzte Ruhe.

### Äbte
Über die Äbte von Chorin ist nicht viel überliefert, es sind lediglich wenige Namen mit zuordenbaren Daten bekannt.
| Nachweisjahr | Name             | Ergänzungen und Bemerkungen                                                                |
| ------------ | ---------------- | ------------------------------------------------------------------------------------------ |
| 1421         | Herrmann         |                                                                                            |
| 1431         | Simon            |                                                                                            |
| 1454         | Tobias           | Grabplatte-Original von Abt Tobias … und Nachzeichnung von 1927 (1441–1463)                |
| 1466         | Clemens          |                                                                                            |
| 1478         | Christian        |                                                                                            |
| 1483         | Peter            |                                                                                            |
|              | Johann Modde     |                                                                                            |
|              | Johann Wedemeier | † 1501; war ein Benediktinermönch, der aus dem Kloster Zur Jungfrau Maria zu Luxemburg kam |
| 1514         | Johann           | [ 16 ]                                                                                     |
|              | Briccius         |                                                                                            |
|              | Peter            |                                                                                            |

## Veranstaltungen
Im Sommer finden in den Gebäuden seit 1964 der Choriner Musiksommer und andere Konzerte statt. Das Kloster ist zudem Partner des Deutsch-Polnischen Klosternetzwerks, über das gemeinsame Veranstaltungen organisiert werden. Darüber hinaus wird ein vielfältiges museumspädagogisches Programm angeboten.

## Film
1948 drehte Arthur Maria Rabenalt Teile des DEFA-Films Das Mädchen Christine im Kloster. In  dem DDR-Agentenfilm „Radiokiller“ von 1980 wird das Kloster als Touristenattraktion gezeigt, das ein BRD-Agent als fingierten Aufenthaltsgrund besucht. Der preisgekrönte Film Vaya con Dios aus dem Jahre 2000 wurde teilweise in Chorin gedreht. 2005 entstanden dort einige Szenen für die im Studio Babelsberg realisierte Comicverfilmung V wie Vendetta. Auch der Märchenfilm Die Prinzessin auf der Erbse von Bodo Fürneisen aus dem Jahr 2010 wurde im Kloster Chorin realisiert. Die Amazon-Prime-Serie „Der Greif“ von 2023 nutzte das Kloster Chorin als Kulisse.